# せやねん!
『せやねん!』は、毎日放送（MBS）が2001年4月14日から毎週土曜日の9:25 - 12:54に放送中の関西ローカルの情報番組・バラエティ番組である。生放送番組だが、11:45 - 11:53に『JNN NEWS』・11:53 - 11:58に『MBSニュース』を単独番組扱いで編成しているため、実際には午前・午後の2部で構成されている。
番組タイトルの「せやねん!」は関西弁で、力強く同意する・肯定するニュアンスの間投詞である。

## 概要
毎日放送のキー局・TBSで当番組が放送されている時間に放送される『王様のブランチ』の関西版的性格の番組である。ただし、『-ブランチ』は若年層（特に女性）向けでレジャー・トレンド情報を軸とした内容であるのに対し、本番組は芸能・時事ネタ・阪神タイガースを軸とした内容となるなど、家族もしくは中高年層を視聴者のターゲットにしている。これは、角淳一が総合司会で好視聴率を獲得していた『ちちんぷいぷい』の流れを本番組が汲んでいるためである。
自社制作番組『近畿は美しく・新見聞録』と単発枠『MBSウイークエンドスペシャル・第1部』を転換する形で開始。番組開始から半年間は、毎日放送本社のギャラクシースタジオで、『ちちんぷいぷい』のセットを多少間借りして放送されていたが、ほぼ直前の生番組で、当時ユニバーサル・スタジオ・ジャパン(USJ)のスタジオを利用していた『いい朝8時』の終了と、その後番組である『リアルタイム』が報道番組の性質上、茶屋町本社からの放送になったため、2001年10月からは、スタジオを交替する形でUSJ内にある「MBSスタジオ in USJ」から生放送されていた。しかし、2014年3月で同スタジオが閉鎖されたため、同年4月からは再び毎日放送本社のCスタジオ（旧ギャラクシースタジオ）からの生放送となった。
レギュラー出演の芸能人は、吉本興業所属のタレントが多い。これは本番組開始以前、12時台に『よしもと新喜劇』を、13時台に『モーレツ!!しごき教室』や『三枝やすし興奮テレビ』シリーズといった吉本興業所属タレントによるバラエティ番組を編成していた関係であるが、『よしもと新喜劇』が根強い人気を維持していたのに対し、当時13時台は関西テレビの『たかじん胸いっぱい』が高視聴率を獲得していたこともあり、視聴率的に苦戦していた。そのため、本番組開始に際しては『よしもと新喜劇』と『満開!ハッスル家族』の取り扱いについて吉本興業サイドと調整を行い、『よしもと新喜劇』の放送時間を13時台に移行させる一方で、『満開!ハッスル家族』については番組を打ち切った上で、本番組に出演する芸能人は吉本興業所属タレントのみとすると共に、午後パートに吉本興業所属タレントのメイン企画を設けることになった。同時に、11時台の『近畿は美しく・新見聞録』を終了させ、実質的な後番組となる『暮らしカルマガジン みかさつかさ』を17時台前半に移行させた。特に本番組でレギュラーになったタレントは賞レースの優勝など全国区で活躍することが多いため、番組サイドも「出世番組」と公称している。
なお、視聴率が15%を越えると、毎日放送のテレビ編成局長が出演者全員をハワイ旅行に招待するという（過去の放送内での出演者の発言より）。
2005年4月2日から、これまで10時00分開始だったのが9時25分からの開始に変わり、放送開始時間が35分早くなった。
2008年6月14日は、岩手・宮城内陸地震関連報道特別番組のため、午前中の放送を休止。正午から「今週の気になるお金」「せやねん!スポーツ」を放送した（TBSでは正午以降も報道特番を続けたが、午前中とは異なりJNN協定の適用外となっていたため、毎日放送では午後のみ本番組を放送する形を採った）。また、2011年3月12日には、前日に発生した東北地方太平洋沖地震（東日本大震災）関連報道特別番組のため、番組を全編休止。さらに、2016年4月16日には、当日未明に発生した平成28年熊本地震関連報道特別番組のため、番組を全編休止。これ以外にも、世界陸上（TBSテレビが日本国内での中継権を保有）やオリンピックの期間中に、競技中継の同時ネットを優先する関係で当番組を全編休止することがある。
2009年2月14日の放送で通算の放送回数が400回、2011年2月12日の放送で500回、2018年12月15日の放送で900回に到達。また、ゴールデンタイム枠で不定期に特別番組を編成している。過去には、第2部のコーナー「嗚呼!ニッポンの兄弟」の2時間スペシャルを、TBS系列全国ネットの『水曜特番』枠で放送（後述）。2010年8月5日の19:00〜20:54（JST）には、一部レギュラー陣による韓国ロケの模様を交えながら、「せやねん!SP!夏のメチャうま!メチャ売れ!祭り」を関西ローカル（「スパモク!!」枠を差し替える形で）で放送した。最近では、ゴールデンタイム以外の放送枠でも、「ピンときたら激写メール!」「せやねん!スポーツ」「特選千鳥弁当」といったコーナー単位の特別番組を随時編成している。
2011年8月20日には、毎日放送と中部日本放送の開局60周年を記念し、本番組放送時間帯にCBCテレビで放送されている『なるほどプレゼンター!花咲かタイムズ』とのコラボ番組『MBS&CBC開局60周年記念 でら知りたいねん!大阪!名古屋!〜せやねん!×花咲かタイムズ お近づきSP〜』を13時30分〜15時00分に放送。
2015年3月27日（26日深夜）0:29 - 1:35には、『〜夜のせやねん!〜ちゃうやろ!』という特別番組を放送。出演者はたむらけんじを中心に若手が出演。『せやねん』が肯定や共感のニュアンスを示す関西弁（「そうだ」）であることや、本編が主に午前中で放送されることから、「せやねん」とは逆の意味の『ちゃうやろ』（「違うだろう」という意味の関西弁）をサブタイトルに入れた。
2016年10月には、MBS開局65周年記念特別企画の一環として13日（木曜日）から16日（日曜日）まで実施する「MBSプロデュース　豪華客船　神戸発着3泊4日の旅『ドリームズ・カム・クルーズ』」（クルーズ客船「ぱしふぃっくびいなす」のチャーターによる有料のスペシャルツアー）に、当番組のレギュラー陣からトミーズ・未知やすえ・スマイルおよび大吉洋平（同局アナウンサー）が参加。「ぱしふぃっくびいなす」が最終目的地・屋久島（鹿児島県）の宮之浦港へ到着した15日（土曜日）には、当番組の第2部を『あっぱれ!屋久島ツアー 神秘の島でパワーをもらっちゃおうスペシャル』（地元系列局・南日本放送との共同制作による生放送の特別番組）に充てる一方で、現地からの生中継を第1部に組み込んだ。
2019年10月12日には、放送枠を7時間半（9:25 - 16:55）にまで拡大したスペシャル版を、『18年と181日のご愛顧におこたえして　せやねん!大還元まつり』というタイトルで生放送。放送中に台風が関西地方へ接近したため、当初予定していた生中継企画の一部を変更したうえで、台風情報を随所に組み込みながら『よしもと新喜劇』とのコラボレーション企画（事前収録）などを放送した。
その一方で、日本国内で新型コロナウイルスへの感染が拡大している2020年には、4月18日放送分から制作・放送体制を暫定的に変更。感染拡大の一因とされる飛沫感染のリスクを回避すべく、スタジオ出演者を山中真（毎日放送アナウンサーで2019年4月から大吉の後任でレギュラー陣に加入）に限る一方で、他のレギュラー陣が自宅や同局本社内の楽屋からスカイプなどを通じて生放送に参加していた。6月頃からレギュラー陣の一部（トミーズ・未知やすえなど）や山中以外のレギュラーアナウンサー（松井愛・井上雅雄・藤林温子）によるスタジオ出演を再開したが、変更前にスタジオで使用していた雛壇式のパネラー席を撤去したほか、残りのレギュラー陣は別室からの生中継を通じて出演していた。後にレギュラー陣全員のスタジオ出演を再開したが、パネラーの席を1人掛けの椅子に変更したり、椅子の間に一定の距離を空けたりするなどの感染拡大防止策を講じている。
2020年12月12日放送分で、通算の放送回数が1000回に到達。当日は『せやねん!祝1000回 関西のみ～んなに感謝せんかい!SP 「卒業メンバー大集合!豪華プレゼントに花火も1000発打ち上げるで～」』というタイトルの3部構成番組として、放送枠をおよそ7時間半に拡大している。2021年にも、「MBS笑いの11時間」（毎日放送が12月4日から5日まで延べ11時間にわたって関西ローカル向けに放送したお笑い関連の特別番組シリーズ）のメインプログラムとして、4日（土曜日）に『幸せやねん!7時間30分SP「新婚＆ベビーラッシュ＆孫も誕生! カニ★マグロ★豪華おせちハッピープレゼント大放出 生放送で巨大ツリー点灯!その時 雅の目に涙が! 」』を放送。
2022年10月1日より、本番組と『よしもと新喜劇』に加えて、『ごぶごぶ』及び『痛快!明石家電視台』が土曜午後に放送時間が変更したことに伴う番組ゾーン『スーパーサタデー』の第1部として放送している。
2022年12月3日放送では4回目となる7時間半特番 『せやねん!特別篇 お初やねん! 7時間30分SP「北海道に沖縄で大暴れ!豪華プレゼントにスーパーアスリート大集結!明石家さんまがせやねん!ぶった切り?最後に雅は泣くのかい?泣かないのかい?どっちなんだい?」』と題して放送。番組中『よしもと新喜劇』、『痛快!明石家電視台』などの当番組とコラボレーション企画も放送された。
2023年4月22日の放送で、2001年4月14日の放送開始から8043日（1149週間）を迎えることとなり、同じMBS制作のレギュラー番組においては『アップダウンクイズ』（1963年10月6日～1985年10月6日の8036日（1148週間））の記録を更新した。
2023年12月9日放送分より、第2部のみTVerでの見逃し配信が開始された。

## 放送時間の変遷
| 期間       | 期間       | 放送時間（JST）        | 放送時間（JST）       |
| 期間       | 期間       | 第1部                  | 第2部                 |
| ---------- | ---------- | ---------------------- | --------------------- |
| 2001.04.07 | 2005.03.26 | 10:00 - 11:45（105分） | 11:59 - 12:54（55分） |
| 2005.04.02 | 現在       | 09:25 - 11:45（140分） | 11:59 - 12:54（55分） |

## コーナー内容

### 第1部（午前パート）
この一週間はこんなことが…（2010年10月23日 -）
オープニングタイトルの後に、今週一週間に起こったニュースや話題をその出来事の映像（3〜4本程度。週によって1〜2本の場合あり）を振り返りつつ、「今週の気になるお金!」で取り上げる内容を毎日放送の男性アナウンサー（上泉雄一→鈴木健太→大吉洋平→山中真）のナレーションで紹介。トミーズ雅のオープニングトークは、ニュース映像の中から気になったものを一つ選び、雅流にそのニュースを斬りこむというスタイルに切り替わった。取り上げるニュースによって、番組準レギュラーで弁護士の山岸久朗が解説する場合がある。
今週の気になるお金!
社会・芸能・スポーツなど、この一週間に起きた出来事を「お金」に換算して世の中を探る、言わば番組の核を成すコーナー。進行は上泉（ - 2004年9月）→松井愛（2004年10月 - 2021年3月）→山中真（2021年4月 - ）。2009年の途中からは、上泉もパネリストとして一時復帰していた。
ナレーションについては、番組開始から10年もの長きにわたって谷藤リョーコが担当してきた。2011年5月からは、毎日放送の男性アナウンサー（2015年3月までは鈴木健太、2015年4月から2019年3月までは大吉、2019年4月からは山中）が引き継いでいる。
コーナーの性質上、「お金」にまつわる大富豪や著名人のこぼれ話で盛り上がることが多い。スケールの大きな話題については、紹介した人物を「せやねん!ファミリー」に認定することもある（後述）。
芸能関係の話題を扱う際には、「弊社ではこの時間に〜を放送しますよ」と断りつつも、毎日放送・TBS系列以外の放送局が制作する番組の話題を積極的に取り上げている。大川武宏（テレビ朝日プロデューサー）が石原プロモーションと共同でスペシャルドラマを制作（関西地方では朝日放送でネット）する際には、当コーナーで事前に詳しく紹介（過去には『弟』『マグロ』など）。その縁もあって、在阪局の番組では唯一、石原プロモーション関連のイベント（新年会や石原裕次郎23回忌法要など）への取材を特別に認められている。
2009年2月から「せやねん!スポーツ」（後述）のレギュラーを務める中根俊朗（スポーツニッポン新聞社大阪本社スポーツ部長→同本社編集局次長）は、かつて芸能担当の記者だったことから、不定期で当コーナーにも顔を出していた（通常は「せやねん!スポーツ」のみ登場していたため、当コーナーの放送中はスタジオの隅で待機）。同年10月以降は、当コーナーから「せやねん!スポーツ」までレギュラー出演。これを機に、同紙記者からの極秘情報も取り上げるようになった。中根の異動による降板後は、2011年7月から2014年9月までは森俊幸、2014年10月からは土谷美樹が出演。ただし、異動後も中根が特別に出演することがある。
ナレーション担当の鈴木が「鈴木AN」（ANの略称は毎回異なる）名義で、後任の大吉もリポートを担当。2016年4月からは、全編のレギュラーに加わった後輩アナウンサーの玉巻映美も、「マネーポリス」と称して警官風の衣装でリポーターを務める。さらに、出演者から「ますえもん」と呼ばれているディレクター・増田裕明をはじめとするスタッフも、折に触れてリポートやインタビューを担当する。
当コーナー向けに有名人へのインタビューをロケで収録する場合に、毎日放送本社と同じ大阪市内で営業中の観覧車（天保山大観覧車やHEP HIVE）のゴンドラ内で、観覧車が1周する間（15分間）にインタビューを済ませることがある（これまでにインタビューを行ったのは、壇蜜、乃木坂46〔松村沙友理・西野七瀬・伊藤寧々〕、小野恵令奈〔ウーマンラッシュアワー・村本がインタビューを担当。インタビューが放送された2013年4月20日放送に主演ドラマ『タンクトップファイター』の宣伝でサプライズ出演〕、佐藤健・土屋太鳳〔2017年12月16日放送、主演映画『8年越しの花嫁 奇跡の実話』の宣伝告知で、トミーズ健がインタビューを担当〕）。
2012年4月7日からはVTRに滝裕可里扮する瀬谷ねん子（せや ねんこ）が登場。2012年9月8日放送で、瀬谷ねん子の双子の妹・どやねん子が登場したが、「姉妹なのに同じ名前はおかしい」と出演者に突っ込まれ、一度きりの登場となった。2012年9月22日放送では、未知やすえが瀬谷ねん子の叔母・瀬谷ねん江として登場した。また2012年10月20日放送では、瀬谷ねん子が映画『宇宙刑事ギャバン THE MOVIE』に出演した石垣佑磨と滝裕可里にインタビューを行い、瀬谷ねん子と滝がよく似ていること（実は同一人物）がネタにされた。さらに2012年12月8日放送では、瀬谷ねん子がティム・バートン監督にインタビューを行い、瀬谷ねん子をモデルにした主人公とトミーズ健をモデルにした犬が登場するオリジナルのストップモーション・アニメーションを見てもらった。
2003年、『アッコにおまかせ!』の「おまかせ!トピックス」内で「今週の気になるプライス（マネー）」という同企画を行い、安東弘樹アナが「めくり」（マスキング）をはがしながら金額を紹介していため、翌週の当コーナーで丸パクリした事に対し文句を付けていた。
TBSテレビが制作する「日曜劇場」枠の連続ドラマが序盤から（毎日放送の放送対象地域である）関西地区で高視聴率を記録している場合には、当番組のレギュラー陣（当コーナーを進行していた時期の松井愛など）や非レギュラーの芸人（団長安田・レイザーラモンRGなど）がメインキャストに扮しながら、当番組放送前週までの重要なシーンや翌週からの放送が予想されるシーンを再現VTRで紹介する企画（「ものまね○○」）を後半に組み込んでいる（○○は作品名で過去には『半沢直樹』や『ドラゴン桜』、『VIVANT』が該当）。
せやねん!スポーツ
2005年4月から始まったコーナー。略して“せやスポ”。プロ野球全球団の話題を中心に、スポーツの情報を伝える。
コーナー進行は、大月勇（放送開始 - 2007年3月、出演当時は毎日放送アナウンサー）→ 上泉雄一（2007年4月 - 2016年3月）→ 井上雅雄（2016年4月 -、いずれも毎日放送アナウンサー）。ナレーションは、後続コーナー「どこいこ?」でキャスターを務める女性アナウンサー（松川浩子 → 前田阿希子）が担当していたが、2016年4月以降は井上が兼任している。大月が（上泉の代役を含めて）進行を担当した時期には、ジャンプしながら挨拶する『ジャンピング挨拶』（本人が命名）が、当コーナーの名物になっていた。
元々は午後パートで、オリンピック期間中などを中心に、不定期で放送されていた。その後は長らく、10時台の後半にレギュラーで放送。現在は、放送時間を11時前後に変更している。
10時台の後半に放送していた時期には、10:25頃に、スポットCMをまたぎながら放送前日までのスポーツニュース1項目（主に野球）のダイジェスト映像を放送。VTR明けに未知やすえが、映像に登場した選手へのエールとコーナータイトルを言ってから、本編に入るようになっていた。
当コーナーでは、関西で活動するチーム（の選手）や関西出身の選手を応援するスタンスを取る。そのため、ジャンルを問わず、上記の選手がスタジオやVTRで頻繁に登場している。また、オリックス・バファローズの話題を扱うことも多いため、関西出身の選手を（放送上）「せやねん!専属広報部長」に任命している（後述）。なお、プロ野球やJリーグのダイジェストでチーム名や選手名を紹介する際には、独自の呼称で統一している（阪神→タイガース、金本→金本選手など）。
当コーナーから、スポーツ関係者が解説者として登場する。2005年1月から八木裕（当時は毎日放送野球解説者）がレギュラーで出演していたが、阪神タイガース二軍打撃コーチへの就任が決まったため、2009年1月末で降板。同年2月からは、八木の後任で中根がほぼ毎週登場するほか、同紙の記者が取材で得た極秘情報（主に阪神タイガース関連）や同紙の1面を随所で紹介している。また、2009年までは、野球関連の話題で佐々木恭介（当時は毎日放送プロ野球解説者）がたびたび登場していた。2011年6月末で、異動により中根が降板したため、7月からは当コーナーに出演経験のある平田勝男（当時は毎日放送プロ野球解説者）が登場。平田が注目した選手をピックアップする「勝男の一本釣り」が新設された。なお、平田が芦屋大学の客員教授に就任した2012年4月からは、「勝男の一本釣り」に代わって勝負所での作戦や配球を深く掘り下げる企画「平田教授の野球脳トレーニング」を放送していたが、阪神タイガース二軍監督への就任が決まったため、2012年10月13日で降板。2013年1月12日から2015年3月21日までは今岡誠、2015年3月28日以降は藪恵壹（いずれも阪神OB・毎日放送プロ野球解説者）が登場している。ちなみに、八木は2016年度から毎日放送のプロ野球解説者に復帰したが、当番組には藪が引き続き出演。2019年からは、前年までの阪神現役選手時代に当コーナーの取材を随時受けていた狩野恵輔も、MBSラジオのプロ野球解説者として随時登場している。
春季キャンプ前には岡田彰布以降、阪神の監督がスタジオに生出演し、シーズンの展望などを語ることが恒例となっており、本番中のスタジオにスポーツ新聞各紙の記者が取材に訪れる。2005年からは、プロ野球の春季キャンプ期間中（2月）に、トミーズ雅と上泉が沖縄でキャンプリポートを実施（事前収録）。阪神・オリックス以外の球団のキャンプ地も訪れるため、雅が各地でマスコミ用に配られる帽子を集めては、頭が大きすぎてかぶれないというリアクションを披露することがお約束になっている。
当コーナーの後半では、長谷川穂積や太田雄貴など、関西で活躍する選手の密着ドキュメントを随時放送。特別番組として、本編と別枠で放送することもある。滋賀県出身の太田や、奈良県出身の村田諒太には、いずれもオリンピックでメダルを獲得する直前から当コーナーで取材を続けてきた。2016年12月10日放送分の当コーナーでは、前日に現役引退を表明したばかりの長谷川がスタジオへ生出演。当番組で過去に取材・放送した映像のダイジェストを流すとともに、長谷川が視聴者に向けて引退の挨拶を述べた。
プロ野球のオフシーズンには、スタジオからの生放送か事前収録で、雅と藤川球児の対談を必ず放送。Jリーグのオフシーズンには、中山雅史が必ず1回スタジオに登場する。かつては、生中継か事前収録で、上泉と星野仙一のインタビューを定期的に放送していた。ちなみに雅は、この対談をきっかけに、プライベートでも藤川と深く交流。当コーナーで阪神の話題を扱う際には、藤川の登板した公式戦で阪神が勝利するたびに、お祝いのメッセージを藤川の携帯電話へ吹き込んでいることをたびたび明かしている。
サッカー関連の話題で、森島寛晃（元セレッソ大阪選手、現在は同クラブ社長）のスタジオ出演や関西のJリーグ球団に所属する現役選手のVTR出演も多い。その影響もあって、トミーズ雅は2009年頃から、セレッソを応援することを当コーナーで公言している。大阪ダービーの前後には、毎日放送でガンバ大阪の情報番組『GAMBA TV〜青と黒〜』のMCを務めるたむらも、（通常放送での出番より早く）当コーナーから出演。ガンバサポーターの代表として、雅と応援合戦を展開している。また、2010年のJリーグ開幕直前には、鬼武健二（Jリーグチェアマン）のインタビューVTRを放送した。
※広島ファンの徳井義実と巨人ファンの福田充徳がチュートリアルとして出演していた時期には、在阪局の番組でありながら、両球団の話題も若干放送。また、徳井が当コーナーに出演する際には、必ず広島のユニフォームを着用していた（当初は自前のユニフォームだったが、その後黒田博樹投手からプレゼントされた直筆サイン入りユニフォームを着用）。福田も一時、巨人のユニフォーム姿で登場していた。
※2008年までは、世界規模のスポーツ大会（オリンピックやサッカーワールドカップなど）が日本国外で開催される時期に、上泉が毎日放送からの派遣リポーターとして開催地から中継で登場（スタジオ進行は大月）。地元局として毎日放送が中継に深く関わった世界陸上大阪の直前や期間中には、マイケル・ジョンソン（現在の陸上男子400m世界記録保持者、出演当時は陸上男子200mでも世界記録を保持）を生放送中のスタジオに招くなど、数々の連動企画を放送した。
アキナがレギュラー陣に加わってからは、秋山賢次（アキナ）が事前収録で新旧のトップアスリートへの単独インタビューに臨んだ模様を、「アキナ・秋山のスポーツDO IT（ドゥーイット）!」と称して不定期で放送。放送時には秋山が「スポーツDO IT・MC」を名乗るともに、秋山が謎のダンスを披露する映像を、インタビュー映像の随所にはさんでいる。
メチャ売れ!!（メッチャ!売れてんねん!!）／今でもメチャ売れ!!
2005年1月8日放送分から新しく始まったコーナー。家電製品・生活用品・便利グッズなど、旬の『売れ筋商品』をかつみ♥さゆりが取材。売れ筋商品を作っている工場の見学や、開発者のインタビューなどの映像を交えながら、売れ筋商品の裏側をスタジオで報告する。取材時にかつみは黄色、さゆりはピンクの法被を着用している。
取材VTRでは必ず、かつみ・さゆりと取材で登場した関係者が声を揃えて、紹介した商品が売れる秘訣を「（商品名が）〜するのは（売れる秘訣）の勝利! だから、メチャ売れ!!」と唱和するシーンで締めくくっている。また、商品製作の過程で開発者がこだわった技を紹介する目的で、月に1回程度「ここに技あり」として放送されたこともあり、この場合に流れるVTRでは、最後に「ここに技あり!!」と唱和していた。
取材VTRを放送する際には、かつみ・さゆりが披露したギャグやトークを編集で短縮したり、（ツッコミなどの）字幕と「せやねんちゃん」（当番組キャラクター）の映像に差し替えたりするなどの演出を多用する。また、紹介した洗顔料やメイク落としを実際にさゆりが試した時には、本人の強い希望でスッピンの顔にモザイクを入れることがお約束となっている。同じ企業を何度も訪れる際には、最初の取材でかつみ・さゆりと顔なじみになった広報・商品開発担当者が、別の商品の紹介でも登場することが多い。
VTR冒頭でのナレーション担当の柏木宏之の紹介は、テロップのみのバージョンと、柏木の写真付きのバージョン（写真のポーズは毎回異なる）があり、さらに柏木の自筆だったり、名刺風のデザインだった時もあるなど、バリエーションも豊富である（「メチャ売れ!!ぷらす」「気ままに探せ!不動産」でも同様）。
2007年9月には最多訪問となった江崎グリコから、黒はるさめスープのイメージキャラクターとして、かつみ・さゆりを起用し、店頭用ポスターを制作するという企画が提案された。その後、10月6日の放送でポスターの撮影現場に密着した模様を「メチャ売れ!番外編」として放送した。
2012年9月15日には『せやねん! メチャ売れ!!番外編 今年注目のメチャ売れ商品みーつけた!!』が放送され、かつみ・さゆりの他に、未知やすえと松井愛がリポートを担当した。
2012年11月17日の放送でジャパンゲートウェイのノンシリコンシャンプー・レヴールを取り上げた際、ジャパンゲートウェイ代表取締役社長・堀井昭一の前で、さゆりが即興の歌（後述のCMでも採用）を披露してプレゼンしたところ、関西地区限定のCMに起用された。その後、2013年2月16日の放送でCMの撮影現場に密着した模様を放送。
後述する「気ままに探せ!不動産」とともに、長らく「せやねん!スポーツ」の直後（11時台の前半）に放送されてきた。現在は、放送の順番を「せやねん!スポーツ」と入れ替えたうえで、10時台の後半に放送されている。
新型コロナウイルスへの感染が拡大している2020年からは、感染拡大の影響で企業への訪問ロケが難しくなったことを背景に、「今でもメチャ売れ!!」（過去に当コーナーで放送された映像に当該回で取り上げた商品の最新情報を織り交ぜた企画）を随時放送している。
気ままに探せ!不動産
関西各地のマンション・一戸建などの物件を、かつみ・さゆりがリポートするコーナー。コーナーの終盤では、さゆりが「ボヨヨン戦隊モラウンジャー（値切る時はネギルンジャー）」に扮し、物件に展示されている家具をつけてもらうべく（家具がない場合は物件の価格を値切ってもらうべく）物件を案内した不動産会社の担当者と交渉や勝負を行う。「メチャ売れ!!」が始まるまでは、第1部「せやねん!スポーツ」の直後に毎週放送されていた。その後、第2部を経て、元の時間帯へ復帰。「メチャ売れ!!（ここに技あり）」と交互に放送されるようになった（当初は月に1回、現在は不定期で放送）。物件は週刊住宅情報（現・SUUMOマガジン）が協力していた。
当選すれば明日届く! ハッピーサンデープレゼント→今週のせやねん!プレゼント
2012年4月7日放送分から開始した視聴者プレゼントコーナー（このタイトルが付いたのは2012年4月28日放送分から）。賞品は土曜日に発送を行い、日曜日には当選者の元に届く（そのためプレゼント応募の受付時間は午後2時までとなっている）。プレゼントへの応募受付は電話のみで、スタッフが当選者へ連絡をする際に、出演者が考えたキーワード（合言葉）を言う形式となる（『ちちんぷいぷい』のプレゼントコーナーと同じ形式）。2016年までは第2部のエンディングで行われていたが、一時休止をはさんで、2017年9月16日放送分からは第1部のエンディングに移動。
どこいこ?
関西各地から、旬の食材を使ったこだわりのお店や変わったメニューを出す店などを毎回一つのテーマ（例：ラーメン、カレーなど）にまとめて紹介するグルメコーナー。進行は松川浩子（どこいこ?キャスター、 - 2007年12月）→前田阿希子（どこいこ?プレゼンター、2008年1月 - 2016年3月）→玉巻映美（どこいこ?プレゼンター、2016年4月 - 2019年3月）→藤林温子（2019年4月 - 2022年3月）→前田春香（2022年4月 - 2024年3月）→山崎香佳（2024年4月 - 、いずれも担当期間中はMBSアナウンサー）。VTR終了後には、紹介したお店の中から実際にそのメニューがスタジオに用意され（基本的に1つのお店だが、複数のお店のメニューが用意されることもある）、それを出演者たちが食する。通常、テレビ番組でロケに出てきたメニューがスタジオで紹介する場合は「試食」ということで、一、二口程度を食べるだけだが、小皿や汁物まで揃った形で用意されたメニューを「試食」の域を超えてモリモリ食べている姿が映されている。長時間番組の出演者にとっては、本コーナーから午後パート開始までの30分弱の間が昼食・休憩を兼ねている為である。2010年2月27日放送からは本コーナーのみのゲストが出演することになったため（ゲスト出演がない週もある）、レギュラー出演者がくじ引きを行い、「はずれ」を引いた1名は出された料理を食べる事ができなくなった（ただしゲスト出演者はくじ引きから除外され、料理を食べることができるが、ゲストもくじ引きに参加することが多い）。ただし2011年9月17日は『元気と笑顔を東北へ!在阪5局リレー生放送〜みんなを、笑いでつなごう』の出演準備で、トミーズ雅と松井愛がコーナー開始前に退席したため、残りのメンバーはくじ引きなしで食べることができた。また2013年5月11日放送では「せやねん!スポーツ」からゲスト出演していた井岡一翔と宮崎亮には食べさせたいというトミーズ雅の提案により「はずれ」の数が3名に増やされ、宇都宮・さゆり・上泉がはずれくじを引いた。翌週の2013年5月18日放送ではハラミ丼がスタジオに登場したが、大食いの宇都宮には裏メニューのメガサイズが用意された。2020年より、新型コロナウイルス感染拡大防止により一部の出演者がリモート出演になったことから、くじ引きは藤林→前田春香→山崎が行い、くじに名前が書かれた1名が料理を食べることができなくなった。
2016年から百貨店の物産展などを紹介する際は、人気商品5品の中から若手芸人（主にかまいたち・アキナ・スマイル）が売上金額が高い商品を予想。トミーズ・未知・宇都宮・松井がどちらかの予想を選び、上位の売上商品を当てないと食べられないというルールもある。
最後に紹介したお店の紹介と締めの挨拶をして第1部を終了する。2009年9月26日放送からはお店の場所を紹介する際、「せやねん!を見た」と言えば、料金割引やメニューのサービスを受けることができるお得情報も併せて紹介されている（ただしお得情報がない週もある）。後ろの出演者達に色々弄られながら、担当アナウンサーが顔色一つ変えずにコーナーを進行させる姿が見もの。2008年夏頃から一時期、テーマを紹介する時、前田阿希子が自らテーマを書いた書道を披露していたこともある。またぴあから放送内容を集めた「MBSせやねん!グルメブック どこいこ?」が発売されている（ISBN 978-483560405-3）。なお一時期、コーナー内に流れるCMの初めには、未知やすえ出演の味の素Cook DoのCMが放送されていた（番組に本人が出演していることと、料理を扱っていることが関係していると思われる）。
コーナー開始当初はグルメ情報だけでなく、週末の天気予報や行楽地情報などを、週末にどこに行こうかと考えている視聴者に提案する内容だった。グルメ情報ではスタジオでの試食もなかったが、出演者から食べたいという要望があったことから、ある回、一回限りでひつまぶしをスタジオに用意したところ、出演者も喜んでいた。しかし翌週以降は再びVTRのみに戻ってしまったため、VTR終了後に「先週は（料理が）あったのに、なんでないの?」などと出演者から言われ、収拾がつかなくなり、現在のようなスタイルに変更された。なお試食にあたっては、紹介した店舗のスタッフのスタジオ入りは出演者にバレないように行われている。
2019年3月26日に68歳で死去した萩原健一も、60歳だった2010年8月28日放送分に、「MBS開局60周年記念ゲスト」としてスタジオにゲスト出演。当コーナーでは、VTRで紹介された高級なグルメを他のレギュラー陣と共に振る舞われたものの、レギュラー陣への配慮から試食を固辞した。
コーナー名は長年「どこいこ?」のタイトルだったが、2019年4月からは担当となった藤林の名前にちなみ「あっこいこ!」に改められた。前田阿希子が担当した一時期にも「あっこいこ!」のタイトルが使われたことがあるが、藤林が2022年3月26日放送分で当番組を卒業したことに伴って、「あっこいこ!」としての放送を同日で再び終了。翌週（4月2日放送分）から前田春香が出演を始めたことを受けて、コーナーのタイトルを「どこいこ?」に戻している。
エンディング
「どこいこ?」に引き続き、前田春香が本番組及び、他の番組の観覧募集やゲストに関する告知などを行い、その後「当選すれば明日届く! ハッピーサンデープレゼント→今週のせやねん!プレゼント（前述）」をはさんでから、午後からの出演者（たむらけんじ他）がセット後方上段に登場。たむらの振りによってミニコントや一発芸などの「楽屋ノリ」に近いものを行う。ほとんどの場合、スベるかややウケ程度に終わり、食事中のトミーズ雅が一瞬箸を止め、無表情（「ノーリアクション、というリアクション」をしている）のアップでCMに入り『JNNニュース』に接続する。

### 第2部（午後パート）
この中から毎回2つのコーナーが放送される（2024年9月現在、「アキナのハッピー物々交換」「スーパー新鮮 〇〇店〜ちょっと狩いモン行こかしら〜」「スマイル工務店」「勝手にふるまい アキナ山名のおはよう!朝ごはん」「人材急募!ハロー絶滅危惧ワーク」「浮いたお金でウキウキ モーテン観光」「どこまで行ける?ご縁旅」「人気モンを1日お助け ドナピ派遣」「若手芸人企画」の中から2つを放送）。2012年1月14日から2022年4月29日までは、たむらけんじが第2部全体の進行を務めてきたが（2012年3月3日放送は、たむらが第7回サイパンマラソン2012に参加のため、ノブが進行を代行）、2023年5月6日からは秋山賢太（アキナ）と徳井義実（チュートリアル）が交代で進行を務めている。他にも不定期で単発企画が放送されることがある。2008年10月4日放送から2011年1月8日放送までは、第2部のみ女性50名がスタジオ観覧していた。また毎年3月もしくは年末には、トミーズ・未知やすえらがロケを行うスペシャル版が放送されている（2009年は東京ディズニーリゾート、2010年・2011年は沖縄、2012年にはグアム、2016年は東京ディズニーシー、2017年は東京ディズニーランド）。
ナニワの大人 スマイル化計画→お庭大改造!スマイル工務店→スマイル工務店（2012年11月24日 -）
奥様が対象だった「ナニワの奥様 スマイル化計画」を大人に範囲を広げ、リニューアル。スマイルが今一番してみたいことを聞き、番組予算の範囲内で実現させ、スマイルを取り戻させるコーナー。2013年5月はトミーズ雅の別荘でピザ窯作りを行った。2013年6月以降は視聴者の自宅にある庭のリフォームがメインとなっており、スマイルはショベルカー操縦の為に、講習を受講した上で免許を取得した。2015年7月25日放送からは、コーナー名を「お庭大改造!スマイル工務店」、2015年9月19日放送からは、コーナー名を「スマイル工務店」に変更。
月1回放送だったが、コーナーを気に入ったトミーズ雅が、スマイルを「ソラシラナンダ二府四県」のロケからはずして、お庭ロケに専念させたら、ロケも2週に1回できるのではとスタッフに進言したことから、2016年1月からは月2回放送に増えた。
改造した庭の総数が、2018年10月6日放送分のロケで100ヶ所に到達。翌週（同月13日）には、100ヶ所到達を記念した韓国内でのバスツアーを兼ねて、全羅南道のタミャン（潭陽）にある竹緑園の庭を日本風に改造した模様を放送した。ちなみに、バスツアーには、放送時点でのレギュラー陣から未知と宇都宮も参加。スマイル自身は、ツアーの途中から庭の改造に専念した。
2018年12月15日の当番組900回スペシャルでは、毎日放送の放送対象地域外にある「道の駅　瀬戸農業公園」（愛媛県西宇和郡伊方町）からの依頼で、敷地の一部を造成しての風車造りに挑戦。第2部のエンディングでは、完成した風車の前からの生中継を組み込んだ。この時の作業には、スマイルにとどまらず、放送時点での当番組レギュラー陣の一部（トミーズ健、宇都宮、アキナ、ミキ）や、当番組へ出演したことのある若手芸人（さや香や高見雄登（現スーズ、当時ヒガシ逢ウサカ））も参加。スマイル、健、宇都宮、アキナ以外の人物は、別の企画を名目にロケに臨もうとしたところでスマイルやスタッフから突然作業を告げられるなど、サプライズ同然で参加する羽目になった。
アキナのハッピー物々交換（2017年4月22日 -）
アキナが依頼者の家に眠る使わなくなったちょっといいモノを、街頭で出会った人たちと物々交換していき、みんなにハッピーに届ける。最終的に事前に聞いた理想の物（もしくは理想に近い物）と交換できたら依頼者の元に届ける。「ソラシラナンダ二府四県」で「アキナのええもんみっつけた」と交替で放送されていた企画だったが、コーナーとして独立。
スーパー新鮮 〇〇店〜ちょっと狩いモン行こかしら〜（2020年7月18日 -）
大自然に一歩踏み入れれば、まだ見ぬ珍しい食材から、とれたてだからこそ楽しめる山の幸から海の幸まで盛り沢山で0円で楽しめる。そんなスーパー新鮮な食材をスーパーマーケットのラインナップに見立てて、さや香が次々と採集し、晩ご飯を作って食する。コーナータイトルの「〇〇店」の箇所は毎回ロケ地の店舗名に変わり（一例としてコーナー第1回は「スーパー新鮮 但馬店」）、食材の採集・調理にあたっては店長として専門家が同行し、指導している。さや香の番組卒業に伴い、2024年4月13日からはドーナツ・ピーナツがコーナーを引き継いだ。
勝手にふるまい おはよう!たむご飯→勝手にふるまい アキナ山名のおはよう!朝ごはん（2021年4月17日 - ）
まだまだお金もなく不規則な生活を送る若手芸人の自宅に事前予告なしで早朝にこっそり勝手に上がり込み、寝起きドッキリを敢行した後、自ら調理した朝ごはんを振る舞う。コーナー開始からたむらけんじが担当していたが、番組卒業に伴い2023年4月22日でコーナーを卒業。2023年5月20日からはコーナー名を「勝手にふるまい アキナ山名のおはよう!朝ごはん」に改め、2代目として山名文和（アキナ）が引き継いだ。
人材急募!ハロー絶滅危惧ワーク（2023年12月23日 -）
昔は身近にあったものの、時代の流れに伴い、いつからか惜しまれながらも減りゆく古き良き職業「絶滅危惧職業」に従事する方々にダブルヒガシが密着する中で、その魅力を知っていく。
浮いたお金でウキウキ モーテン観光（2024年4月20日 -）
ダブルヒガシが観光地から観光地までのエリアをタクシーやバスを使わず歩いて移動しながら、浮いた交通費（支給される金額は番組調べ）で楽しめる本来見つけられなかったスポット（コーナー内では「モーテンスポット」と呼ばれ、随時モーテンマップに掲載される）を探す。同時にゴールへ向かう道中の楽しみ方も提案していく。ただしゴールの観光地に到着後は好きなだけ楽しむことができる。
どこまで行ける?ご縁旅（2024年4月27日 -）
「カベポスターのニッチなハンニッチ」の2023年12月9日放送・2024年3月2日放送で行って好評を得たヒッチハイク企画がコーナー独立。カベポスターが毎回決められたテーマ（コーナー初回はご当地ラーメンを食べないと都道府県境をまたいで移動できない）に基づき、ご縁を繋ぎながら12時間で大阪からヒッチハイクでどこまで遠くへ行けるか挑戦する。
人気モンを1日お助け ドナピ派遣（2024年8月31日 -）
ドーナツ・ピーナツが人気のお店や人「人気モン」に一日密着しながらお助けする中で、人気の秘密や魅力を探っていく。
エンディング
レギュラー出演者およびゲスト出演者の告知とステブレ無しで放送される次番組『よしもと新喜劇』の予告を行い番組を終了。スタッフロールは、2012年1月7日までと2013年6月1日以降のレギュラー版では、基本的に「製作著作：毎日放送」しか出さず、スペシャル版でスタッフロールを流していた。2012年1月14日放送から2013年5月25日放送までは、トミーズ雅が歌うエンディングテーマ「せやねん!」にのせて、スタッフロールを流していた。また2012年3月24日放送までは、視聴者から寄せられた写真も併せて紹介していた。なお、2012年2月4日からは「せやねん!」の生歌唱をレギュラー出演者が交替で担当していたが、3月31日放送で「せやねん!」を作詞・作曲した上田正樹とトミーズ雅が一緒に生歌唱したのを最後に、4月以降は行っていない。

### 過去のおもなコーナー
せやねん!午前中のハイライト（開始時期不明 - 2009年9月）
「今週の気になるお金!」や「せやスポ」など第1部の見どころを谷藤リョーコのナレーションで紹介。
100万円取ったら100万円!
毎週お金に困った視聴者が登場し、用意された3,000枚の1万円札の中から制限時間内に100枚丁度を抜き取ったら100万円をプレゼントする企画。その代わり、1枚の誤差でもアウト（参加記念品として番組のノベルティグッズをプレゼント）。コーナーの末期には応募者が今までの放送からコツを掴んだか、100万円獲得者が乱発する事態となり、このままでは番組予算が破綻に追い込まれるという事情の下に終了。但し、2017年から不定期で復活している。参加希望者は100万円を欲しい理由を明記して応募する事になっている。
仕事のクセが出ちゃうんです!
特定の職業について紹介し、その職業を持つ人が普段ついしてしまう意外な“クセ”（いわゆる職業病）をクイズ形式で出題するコーナー。
Wけんちゃんの!ハローワーク
万が一芸能界を引退することになっても食いはぐれがないように、トミーズ健とたむらけんじの「Wケンちゃん」が将来の“再就職”先を求めて会社訪問をし、実際に仕事を体験するコーナー。
男はケンちゃん!
「Wけんちゃんの!ハローワーク」の後継コーナー。トミーズ健とたむらけんじの「Wケンちゃん」がさまざまな挑戦を行うコーナー。
千鳥の「勝手に町おこしじゃー!」
千鳥がその土地の名産品を盛り立てるイベントを企画するコーナー。
どやねん!
気になる流行モノ・便利グッズや社会問題などを“これってどやねん!（どうなの?の意）”という視点で特集。良いか悪いかはパネラーの独断と偏見で判定。パネラーとして月亭八方が登場する。
Let's混浴ジャパン!
日本全国の温泉街から、一緒に混浴する女性を探し、混浴を成功させようというコーナー。担当はなかやまきんに君→たむらけんじ→チュートリアル。しばらくコーナーは休止されていたが、2007年12月29日に年末スペシャルとして1年半ぶりに放送。おもしろーず（たむらけんじ、なかやまきんに君）と千鳥によるVTR対決が行われた。2014年1月4日放送では、一日限定でコーナー復活し、おもしろーず（たむらけんじ、なかやまきんに君）がリポートを担当。2017年1月21日放送で復活した時は、尼神インターがリポートを担当した。
ペアねん!（ - 2008年9月20日）
テーマに関する9つのアイテムが貼られたパネルの中から、ある共通点でペアとなるパネルを2枚ずつ選んで当てていくコーナー。回答は雅チーム（トミーズ雅・未知やすえ・千鳥）と八方チーム（月亭八方・トミーズ健・たむらけんじ・松本若菜）に分かれて行われ、現在は回答一回に付き60秒の時間制限が設けられている。勝利チームには副賞として、問題で採り上げられたアイテムや関連商品が贈られる。2008年からは視聴者にもプレゼントが用意されていた。進行はチュートリアルと上泉雄一。
ピンときたら激写メール!（開始時期不詳 - 2008年9月27日）
視聴者から送られた、珍しいものを撮影した写真付きメールを紹介し、撮影したものや場所の真相を探るべくリポートしたり、写真にみんなで突っ込みを入れるコーナー。このコーナーのプチバージョン「プチ写」として放送されることもある。採用者には賞金が贈られる。また全応募者の中から抽選で車がプレゼントされることもある。進行はトミーズ雅と松川浩子（ - 2007年12月）→前田阿希子（2008年1月 - ）。リポーターはたむらけんじ、千鳥、トミーズ健、大月勇、土肥ポン太（「リターンズ」のみ）。
- 2008年5月31日と9月6日には、若手芸人が激写した写真を持ち寄った若手芸人SPが放送された。
- 2009年6月20日には「ピンときたら激写メール!リターンズ〜アイツも帰ってきてるよSP〜」のタイトルで9ヶ月ぶりに放送、元リポーターで筋肉留学中だったなかやまきんに君も出演した。
- 2014年1月4日放送では、一日限定でコーナー復活し、トミーズ健と土肥ポン太、かまいたちがリポートを担当。。
- たむらけんじは「おもしろいヒト」の名前でリポートしている。また、たむらとなかやまきんに君が番組内限定のコンビ「おもしろーず」として二人でリポートしたこともある。「リターンズ」では、たむらと土肥ポン太が「新星☆おもしろーず」として二人でリポートした。
- トミーズ健は大月勇とコンビでリポートしているが、大月のアナウンサー業務の都合でトミーズ健が一人でリポートすることもある。
- コーナーの趣向や送られてくるネタの傾向が、朝日放送の『探偵!ナイトスクープ』に近い。ちなみに、トミーズ雅はかつて（1993年ごろまで）ナイトスクープに出演していたことがあり、現在はたむらけんじがナイトスクープにレギュラー出演している。そのため、週によってはナイトスクープの翌日の激写メールでもたむらけんじがリポートしていることがある。

あっぱれ親の顔が見てみたい!
ブラックマヨネーズが街でカップルに声をかけ、彼氏・彼女のどちらかの親に会いに行くコーナー。
千鳥の気になるマネー!（2010年7月 - 終了時期不詳）
千鳥が気になる「お金」に関するニュースを紙芝居形式で紹介するコーナー。
雅の気になる1週間
番組のオープニングで、トミーズ雅がこの一週間で気になった出来事やものについてレギュラー出演者とフリートークを繰り広げる。またこのパートではトミーズ雅がオススメする映画や商品などを紹介することもある。放送後、取り上げた映画の観客動員数や商品の売上げが伸びたことから、いつしかトミーズ雅は「プレゼン大王」の異名を持つようになった。
21（ブラックジャック）にしたらええねん!（2008年10月11日 - 終了時期不詳）
スタジオ観覧の女性50名にテーマに関する質問をし、それに対する回答数の合計が21になるようにする。1チームにつき質問は3回まで。22以上になったらドボンで0になり、残りの質問で21に近づけなければならない。敗戦チームは、罰ゲームとして「たむ汁」→「たむ茶（虫糞茶）」→ノニジュース→「スーパーたむ汁」→「タムソーダ」→「虫糞茶」を飲まなければならない。回答はせやねんちゃんチーム（トミーズ雅、未知やすえ、千鳥・大悟、松本若菜）とちゃうやろくんチーム（トミーズ健、千鳥・ノブ、土肥ポン太）に分かれて行われる。進行はたむらけんじと大月勇（- 2010年6月）→前田阿希子（2010年7月 -）。2009年からは「関西の社長50名」「吉本女性若手芸人50名」といったように、スタジオ観覧者は視聴者だけに限定せず、テーマによっては男女も問わない形になっている。2009年12月5日に放送された「base芸人50名」の罰ゲームは「たむ茶（虫糞茶）」ではなく、敗戦チームの一人が後輩に一発ギャグの見本を見せることだった。
ホンモノを見極めろ!!なりすましGメン2010→2011（2010年10月23日 - 終了時期不詳）
スタジオに登場する5つの人やモノの中から、出演者がなりすましGメンとなって4人（4つ）のなりすましさんを暴き、ホンモノを当てる。開始当初はくじ引きで解答するペアと解答順を決め、順に解答していたが、その後解答者全員で相談し、代表者が解答していく形となった。失敗した場合は連帯責任として「スーパーたむ汁」→「タムソーダ」→「虫糞茶」を解答者全員が飲まなければならない。正解した場合は代わりにたむらが飲む。進行はたむらけんじと前田阿希子。
答えてそろえて3連チャン!（2008年10月4日 - 終了時期不詳）
一つのテーマに関する9つの項目が貼られたパネルから1枚選び、その前に選択されたパネル（最初のみ大月勇→前田阿希子が出すフリップ）との大小を当てる。正解すればそのパネルを獲得できるが、不正解の場合は相手チームのパネルとなる。そして縦・横・斜めのいずれか一列に3枚パネルを獲得（3連チャン）、あるいはタイムアップした時点で獲得パネル数の多いチームが勝利となり、敗戦チームは罰ゲームとして「たむ汁」を飲まなくてはならない。2009年6月13日放送からは「たむ茶（虫糞茶）」、さらにノニジュース、「スーパーたむ汁」を経て、「タムソーダ」→「虫糞茶」→「たむ健康飲料（漢方薬）」になっている。回答はせやねんちゃんチーム（トミーズ雅、未知やすえ、千鳥・大悟、松本若菜）とちゃうやろくんチーム（月亭八方、トミーズ健、千鳥・ノブ、土肥ポン太）に分かれて行われる。進行はたむらけんじと大月勇（- 2010年6月）→前田阿希子（2010年7月 -）。2008年12月13日放送は欠席のたむらに代わり、ノブが進行を務め、罰ゲームも「ノブ茶（センブリ茶）」に変わった。2010年3月6日放送の沖縄スペシャルでは、たむ茶に代わり、罰ゲームで出されたのは100%ウコン生搾りジュースだった。
名言クイズ ボケてもよろし（2011年10月1日）
著名人の名言からクイズを出題し、名言の空欄部を答える。問題はプロジェクターに表示された7人の中から、前の問題で正解した人またはトミーズ雅が指名した人あるいはトミーズ雅が選択（第1問はトミーズ雅が選択）。正解すれば10ポイント、不正解でもおもしろ回答には、トミーズ雅の裁量により随時ポイント（1点・3点・5点・10点）が与えられる。解答は未知やすえ・トミーズ健・たむらけんじ・大悟・ノブの個人戦となる。トップ賞にはトミーズ雅から出されたお題に沿って、番組中にありがたい名言を残せる権利が与えられ、エンディングで発表する。進行はトミーズ雅と前田阿希子。コーナー放送わずか1回で「メーゲンの殿堂 ワシのが一番」にリニューアル。
嗚呼!（ああ!）ニッポンの兄弟（- 2011年12月3日）
関西各地に住む幼い兄弟（姉妹、兄妹、姉弟）の「○○したい」をリポーターがお手伝いするコーナーで、その内容に出演者が思わず涙することもある。進行とリポーターは中川家（ - 2001年12月）→チュートリアル（2002年1月 - 2008年8月23日）→土肥ポン太（2008年10月11日 - 2011年4月22日）→スマイル（2011年5月21日 -）。
2014年1月4日放送では、一日限定でコーナー復活し、スマイルがリポートを担当。ちなみに、このコーナーは独立タイトルとなり、一度だけ「水曜特番」で放送された（ただし、東京での収録）。また2008年9月6日の14:54 - 17:00には『嗚呼!ニッポンの兄弟スペシャル チュートリアルのみんな大きくなったで賞』と題した特番が放送された。チュートリアルがコーナー担当時に出会った兄弟姉妹たちの中から24組55名がスタジオに集まり、当時の映像を交えながらそれぞれの近況を紹介していく内容で、チュートリアルにとっては、実質この特番が最後の『せやねん!』出演となった。
番組の開始初期から長年続いた人気コーナーだったが、土肥ポン太が担当してからはコーナーの放送時間が若干短縮され、さらにスマイルに替わってからは月1回の放送となり、2012年からの第2部リニューアルに伴い終了。
クイズ先っちょ in JAPAN（2011年5月28日 - 12月10日）
さまざまな業界の見本市に潜入し、日本のテクノロジーの最先端をのぞき見るコーナー。先っちょマイクと先っちょさし棒の思い行くままに徹底取材した先端技術を「先っちょクイズ」として出題し、レギュラー陣が解答（解答は早押し方式）。進行はたむらけんじと前田阿希子。
クイズできるか?できひんか?（2011年5月7日 - 12月17日）
若手芸人がさまざまなことにチャレンジしたVTRを途中まで流し、そのチャレンジができるかできないかをレギュラー陣が予想。予想を3回間違えたレギュラー陣は、過酷なロケに行かなければならない。また芸人がチャレンジに成功した場合は次回も出演できる。チャレンジ芸人は黄色と黒（せやねんちゃんとちゃうやろくんの色）のポロシャツを着用する。進行はたむらけんじ。芸人チャレンジャーは藤崎マーケット（2011年5月7日・6月7日）→天竺鼠（2011年7月2日）→ビタミンS（2011年7月30日）→天竺鼠（2011年9月24日）→スーパーマラドーナ（2011年10月22日）→かまいたち（2011年11月26日）→あしゅら・アイロンヘッド・コマンダンテ・トミーズ雅（2011年12月17日）。
スーパーマラドーナがチャレンジした、「人づてに6人たどって孫正義に会うことができるか?できへんか?」の回では、京都の呉服店社長からの紹介でマリエの母親とつながり、中曽根弘文や麻生太郎の妻と連絡するが、多忙で会えなかった。その後マリエの母親から紹介されたバーの店長から井上裕介（NON STYLE）につながったが、孫との面識がなかったためチャレンジ失敗。
メーゲンの殿堂 ワシのが一番（2011年11月12日 - 12月24日）
トミーズ雅による「プレゼン大王」（前述）からの派生企画。テーマに基づく名言を、トミーズ雅をはじめ、その名言を愛する出演者がプレゼン。視聴者からの投票を通じて、「メーゲンの殿堂入り」を目指す。プレゼンを聞いた視聴者は携帯電話・スマートフォンから「殿堂入り」または「殿堂ムリ」のどちらかを投票。70%以上の支持を得られた場合にのみ、「メーゲンの殿堂入り」と判断された。なお、進行役を務める「メーゲンマネージャー」のたむらけんじと「メーゲンアシスタント」の前田阿希子は、当企画のみ黒縁のメガネを掛けていた。
最後の放送になった2011年12月24日には、第2部のスペシャルゲストとして登場した角淳一（毎日放送出身のフリーアナウンサー）がプレゼンに挑戦。当日は、携帯電話・スマートフォンに加えて、データ放送でも投票を受け付けた。しかし、角の披露した名言「残り火のあたかかさ」の支持率は64%どまりで、「殿堂ムリ」と判断された（トミーズ雅が披露した名言も「殿堂ムリ」と判断された）。トミーズ雅がこれ以上プレゼンする名言がないという理由から、この日の放送限りでのコーナー終了を宣言した。ちなみに、当日第2部に出演していたレギュラー陣と、第1部のみ出演の上泉・松井愛・鈴木には『ちちんぷいぷい』（1999年10月の放送開始から12年間にわたって角が総合司会を担当）でレギュラー出演の経験がある。
わからんことは八方に聞け!!（2011年5月21日 - 2012年3月3日）
世の中のあらゆる疑問や悩みに月亭八方が取材して答えるコーナー。コーナー開始当初はレギュラー出演者の悩みに答えていたが、2012年に入ってからはテーマに関する人々にインタビューを行い、最初にVTRで寄せられた数名の相談に八方が答え、その回答に対してスタジオ出演者が「おみごと!」または「異議あり!」の札を出す。その後でピックアップした相談に八方が答え、それに基づいて解決策を講じる模様をVTRで放送。
メチャ売れ!!ぷらす（2011年6月11日 - 終了時期不詳）
「メチャ売れ!!」の派生コーナー。世の中のさまざまなサービスやエンターテインメントにスポットを当てる。タイトルコールや取材VTRの最後の唱和時には、「メチャ売れ!!ぷらす」の「ぷらす」のところでウルトラマンのスペシウム光線のように左右の手刀を十字型に交差させるポーズをとる。取材時にかつみは緑色、さゆりはオレンジの法被を着用している。
取材VTRの最後では、「メチャ売れ!!」同様、必ず、かつみ・さゆりと取材で登場した関係者が声を揃えて、紹介した商品が売れる秘訣を「（サービスが）〜するのは（売れる秘訣）の勝利! だから、メチャ売れ!!ぷらす」と唱和するシーンで締めくくっている。
テンダラーのナニワの幸せ夫婦道（2012年5月26日 - 2012年7月21日）
テンダラーが人気芸人の結婚生活はどんなものか、その真相を調査するコーナー。テンダラーが芸人に取材交渉を行い、その芸人の家を訪れて妻や家族から結婚生活について話を聞いたり、結婚生活を疑似体験する。VTRの冒頭ではオープニングアクトを行うのが恒例となっており、コーナー1回目では浜本がマイケル・ジャクソンの『スリラー』に乗せてダンスを踊り、2回目は白川がドラムソロを披露、3回目は二人がキッズダンサーとともにマイケル・ジャクソンの『今夜はビート・イット』を踊った。なお、テンダラーを含む出演者がこのコーナー名を口にしていない上、コーナー第2回までのエンディングのスタッフロールでは「テンダラー新企画」のままになっていた。
特選千鳥弁当・ちょっとちょ〜だい（2007年7月21日 - 2012年9月29日）
進行とリポーターを務める千鳥が空のお弁当箱を持ち歩き、日没までにロケ先の一般家庭からおかずを一品ずつもらって、その土地の「千鳥弁当」を完成させて食べるコーナー。ただしおかず交渉は10人しかできない。基本的にはステンレス製のお弁当箱を持ち歩いているが、一時期冬季は汁物のおかずをもらう機会が増えたことと、おかずの保温目的のためかランチジャーを持ち歩いていた。また2008年2月・3月放送分と、2008年12月 - 2009年3月放送分ではお弁当箱の代わりに土鍋を持ち歩き、鍋の具材をもらって「千鳥鍋」を完成させる「特選千鳥鍋」を放送していた。この他、2008年8月30日放送では夏休み特別企画として、もらった具材でシーフードカレーを、2009年1月10日放送では新年一回目ということもあり、おせちを作った。2009年11月28日放送では初の海外ロケとして、韓国でおかずをもらった。2010年3月6日放送は沖縄県・大宜味村でおかずをもらった。2010年5月1日放送の彩都編で初のパーフェクトを達成。2010年以降の新年1回目の放送では、新年のあいさつもかねて豊中市庄内を訪れることが恒例となっている。コーナー5周年を迎え、千鳥の人気も出てきたことから、2012年8月4日からは交渉人数は5人にルール変更された。最終回は大悟の地元・北木島でおかず交渉を行った。2014年1月4日放送では一日限定でコーナー復活し、香住町で千鳥がおかず交渉を行った。
2011年9月3日の13:54 - 15:24には『千鳥弁当スペシャル〜香港マカオでちょっとちょっとちょうだい〜』が関西ローカルで放送された。
必殺案内人テンダラー（2012年8月18日 - 9月15日）
テンダラーが外国人観光客をガイドブックに載っていない大阪に案内し、満足度100%を目指すコーナー。コーナー第1回の時点でコーナー名はなかった。
ナニワの奥様 スマイル化計画（2012年3月10日 - 11月3日）
スマイルが家事や育児に追われる奥様に今一番してみたいことを聞き、番組予算の範囲内で実現させ、ワクワクを取り戻させるコーナー。
代わりにかまいたち そうだ、実家に帰ろう（2012年11月10日 - 2015年12月5日）
かまいたちが忙しくてなかなか実家に帰れない若者の代わりに、その人の実家に帰って親孝行する。最後に若者からの手紙を山内が代読し（オンエアでは途中で若者本人が手紙を読んでいる声に変わる）、両親に手渡す。なお、かまいたちが実家に向かう時のBGMはウルフルズ「まかせなさい」、VTRの最後のBGMはいきものがかり「帰りたくなったよ」がそれぞれ使用されている。
2013年8月3日放送では、京都大学学生からの銀婚式を迎える両親をお祝いしてほしいという依頼を受け、かまいたちが学生の実家に赴いたが、突然の訪問に戸惑った母親が実家に上がることを断ったため、父親の帰宅後に実家の代わりに記念撮影をする写真館で話を伺い、花束贈呈・写真撮影・ケーキのろうそくの火消しを行った（濱家が材料を準備していた鯛のアクアパッツァは調理できなかった）。
2013年10月12日放送では、関西大学学生からの依頼を受けて、かまいたちが学生の実家に赴いた。しかし父親が出張で不在の上、母親も用事で外出したが、母親に事情を説明し、学生から頼まれた庭の草むしりに加え、母親から頼まれた木の枝の剪定を行った。
以上の経緯から、2014年頃から、かまいたちが若者の実家へ向かう前に、若者が実家へ連絡し、自分の代わりに友達が訪ねる旨を伝えている。しかし、若者の実家に連絡しても、かまいたちの来訪を薄々感づかれる事態が発生してしまい、コーナー継続が困難となったため終了。
2014年10月11日放送では、大吉洋平（毎日放送アナウンサー）の兵庫県内の実家に赴いた。
ソラシラナンダ二府四県（2012年1月14日 - 2017年3月頃）
レギュラー出演者や若手芸人が近畿二府四県のソラシラナンダなことを調査し、近畿二府四県の素晴らしいところを再発見しようというコーナー。毎月1回放送される「○月生まれのスゴ腕社長がこんなにいるのシラナンダ!」（社長シリーズ）はたむらけんじと土肥ポン太がリポートを担当（2012年10月以降は「ハッピーバースデー スゴ腕社長さん」としてコーナー独立）。また2012年3月以降は、芸人が伝統的な物づくりの現場で一から作る工程を（2012年3 - 5月：千鳥が堺で妻に贈る包丁作り、6・7月：スマイルが京都で京うちわ作り、8・9月：トミーズ健が堺でサーフボード作り）を毎月1回のペースでリポートしていた。
2012年11月から2013年7月までは、せやねんメンバーが街に出て新しい情報を探し、その中からベストオブソラシラナンダを決定する内容にリニューアルされた。選出方法はデータ放送による視聴者投票だったが、12月8日からはトミーズ雅が選んでいる。1番に選ばれた情報提供者には、金のせやねんちゃん、その他の情報提供者には番組特製ノートがプレゼントされる。
2013年3月2日は、「ソラシラナンダ ザ・ワールド in 韓国・釜山」と題し、スマイルとかまいたちが韓国・釜山でロケを行った。
2013年8月から2016年5月までは、せやねんメンバーが街に出て情報を集め、世界にひとつだけのソラシラマップを作成する内容に変更。また同時に、コーナーのオープニングもリニューアル。
2014年4月26日は「ソラシラナンダ二府四県  三重県 伊賀上野編」と題して、伊賀市市街地でロケを行った。放送区域外の地域のロケで「二府四県」を冠したのは初である
2017年3月頃から「ソラシラナンダ二府四県」のコーナー名は使われず、各企画タイトルをコーナー名としている。ただし、番組公式サイトの「コーナーで紹介したお問い合わせ先について」では、「商店街応援!メルカリでええもんを売ろう!」で紹介した店舗などの情報は「ソラシラナンダ二府四県」のカテゴリに記載されている。
以下では、2017年までの過去に出演したリポーターと放送日を記す。
- ウーマンラッシュアワー（2012年1月14日）
- たむらけんじ・土肥ポン太（2012年1月21日、社長シリーズ第1弾）
- スマイル（2012年1月28日）
- 千鳥、斎藤裕美（毎日放送アナウンサー）・矢野勝也（矢野・兵動、2012年2月4日、2本立て）
- 天竺鼠（2012年2月11日）
- たむらけんじ（2012年2月18日、社長シリーズ第2弾）
- かまいたち（2012年2月25日）
- ウーマンラッシュアワー（2012年3月3日）
- 千鳥（2012年3月10日、堺で包丁作り第1弾）
- たむらけんじ・土肥ポン太（2012年3月17日、社長シリーズ第3弾）
- スマイル（2012年3月24日）
- ウーマンラッシュアワー（2012年4月7日）
- かまいたち（2012年4月14日）
- たむらけんじ・土肥ポン太（2012年4月21日、社長シリーズ第4弾）
- 千鳥（2012年4月28日、堺で包丁作り第2弾）
- ウーマンラッシュアワー（2012年5月5日）
- かまいたち（2012年5月12日）
- たむらけんじ・土肥ポン太（2012年5月12日、社長シリーズ第5弾）
- 千鳥（2012年5月26日、堺で包丁作り完結編）
- ウーマンラッシュアワー（2012年6月2日）
- かまいたち（2012年6月9日）
- たむらけんじ・土肥ポン太（2012年6月16日、社長シリーズ第6弾）
- スマイル（2012年6月23日、京都で京うちわ作り第1弾）
- ウーマンラッシュアワー（2012年6月30日）
- かまいたち（2012年7月7日）
- たむらけんじ・土肥ポン太（2012年7月14日、社長シリーズ第7弾）
- スマイル（2012年7月21日、京都で京うちわ作り完結編）
- ウーマンラッシュアワー（2012年7月28日）
- かまいたち（2012年8月4日）
- たむらけんじ・土肥ポン太（2012年8月11日、社長シリーズ第8弾）
- トミーズ健（2012年8月18日、堺でサーフボード作り第1弾）
- ウーマンラッシュアワー（2012年8月25日）
- かまいたち（2012年9月1日）
- たむらけんじ・土肥ポン太（2012年9月8日、社長シリーズ第9弾）
- トミーズ健（2012年9月15日、堺でサーフボード作り第2弾）
- ウーマンラッシュアワー（2012年9月22日）
- かまいたち（2012年9月29日）
- たむらけんじ・土肥ポン太（2012年10月6日、たむけんプレゼンツ!3時間で巡る淡路島満喫ツアー）
- かまいたち（2012年10月13日）
- ウーマンラッシュアワー（2012年10月20日）
- かまいたち（2012年10月27日）
- ウーマンラッシュアワー（2012年11月3日、堺）
- スマイル（2012年11月10日、北巽）
- ウーマンラッシュアワー（2012年11月17日、明石）
- かまいたち（2012年11月24日、箕面）
- ウーマンラッシュアワー（2012年12月1日、枚方）
- スマイル（2012年12月8日、奈良・天川村）
- ウーマンラッシュアワー（2012年12月15日、舞鶴）
- かまいたち（2012年12月22日、西宮）

- ウーマンラッシュアワー（2013年1月12日、泉南）
- かまいたち（2013年1月19日、三田）
- ウーマンラッシュアワー（2013年1月26日、相生）
- スマイル（2013年2月2日、和歌山・有田川町）
- ウーマンラッシュアワー（2013年2月9日、嵯峨野）
- スマイル（2013年2月16日、滋賀・醒井）
- ウーマンラッシュアワー（2012年2月23日、滋賀・余呉町）
- スマイル・かまいたち（2012年3月2日、韓国・釜山）
- ウーマンラッシュアワー（2012年3月9日、兵庫・新温泉町）
- かまいたち（2013年3月16日、奈良・大和郡山）
- ウーマンラッシュアワー（2013年3月23日、家島）
- かまいたち（2013年3月30日、奈良・宇治）
- ウーマンラッシュアワー（2013年4月6日、武庫川）
- スマイル（2013年4月13日、大阪・土居）
- ウーマンラッシュアワー（2013年4月20日、大阪・豊能町）
- かまいたち（2013年4月27日、奈良・川上村）
- ウーマンラッシュアワー（2013年5月4日、泉佐野）
- かまいたち（2013年5月11日、摂津市）
- ウーマンラッシュアワー（2013年5月18日、生駒市）
- かまいたち（2013年5月25日、京都・伊根町）
- ウーマンラッシュアワー（2013年6月1日、貝塚市）
- スマイル・トミーズ健（2013年6月8日、和歌山・磯ノ浦）
- ウーマンラッシュアワー（2013年6月15日、八尾市）
- かまいたち（2013年6月22日、滋賀・近江八幡）
- ウーマンラッシュアワー（2013年6月29日、篠山市）
- スマイル（2013年7月6日、兵庫・南あわじ市福良）
- ウーマンラッシュアワー（2013年7月13日、奈良・橿原市）
- かまいたち（2013年7月20日、兵庫・香住）
- ウーマンラッシュアワー（2013年7月27日、大阪・和泉市）
- スマイル（2013年8月3日、和歌山・みなべ町）
- ウーマンラッシュアワー（2013年8月10日、滋賀・彦根市）
- かまいたち（2013年8月17日、兵庫・宝塚南口）
- ウーマンラッシュアワー（2013年8月24日、和歌山・湯浅町）
- スマイル（2013年8月31日、兵庫・王子公園）
- ウーマンラッシュアワー（2013年9月7日、大阪・昭和町）
- かまいたち（2013年9月14日、京都・祇園）
- ウーマンラッシュアワー（2013年9月21日、大阪・東三国）
- スマイル（2013年9月28日、大阪・寺田町）
- かまいたち（2013年10月5日、兵庫・芦屋川）
- スマイル（2013年10月12日、大阪・平野区）
- ウーマンラッシュアワー（2013年10月19日、京都・北野天満宮）
- かまいたち（2013年10月26日、兵庫・姫路）
- かまいたち（2013年11月2日、滋賀・信楽町）
- スマイル（2013年11月9日、奈良・ならまち）
- ウーマンラッシュアワー（2013年11月16日、兵庫・沼島）
- かまいたち（2013年11月23日、兵庫・住吉）
- かまいたち（2013年11月30日、大阪・空堀商店街）
- スマイル（2013年12月7日、兵庫・神戸元町）
- ウーマンラッシュアワー（2013年12月14日、兵庫・赤穂）
- かまいたち（2013年12月21日、兵庫・城崎）
- かまいたち（2013年12月28日、京都・伏見稲荷大社）

- かまいたち（2014年1月11日、兵庫・西宮神社）
- ウーマンラッシュアワー（2014年1月18日、京都・天橋立）
- かまいたち（2014年1月25日、兵庫・篠山市）
- スマイル（2014年2月1日、京都・伏見区）
- かまいたち（2014年2月8日、兵庫・六甲山頂）
- ウーマンラッシュアワー（2014年2月15日、大阪・岸和田市）
- かまいたち（2014年2月22日、愛媛・松山市）
- スマイル（2014年3月1日、和歌山・みなべ町）
- かまいたち（2014年3月8日、大阪・あべのハルカス）
- ウーマンラッシュアワー（2014年3月15日、京都・亀岡の日帰り温泉）
- かまいたち（2014年3月22日、大阪・昼の北新地）
- スマイル（2014年3月29日、京都・二条）
- 土肥ポン太（2014年4月5日、大阪・毎日放送本社〔特別編〕）
- ウーマンラッシュアワー（2014年4月12日、奈良・吉野の日帰り温泉）
- かまいたち（2014年4月19日、兵庫・甲子園球場）
- スマイル（2014年4月26日、三重・伊賀上野）
- かまいたち（2014年5月3日、大阪・ユニバーサル・スタジオ・ジャパン）
- スマイル（2014年5月10日、京都・叡山電車で川床）
- かまいたち（2014年5月17日、兵庫・淡路島 岩屋）
- スマイル（2014年5月24日、兵庫・苦楽園）
- かまいたち（2014年5月31日、兵庫・竹田城跡）
- アキナ（2014年6月7日、奈良〜和歌山・路線バスに乗って最高の鰻丼食べに行こ!）
- かまいたち（2014年6月14日、滋賀・米原市 醒井・長岡）
- スマイル（2014年6月21日、大阪・大阪駅前ビル）
- かまいたち（2014年6月28日、群馬・富岡製糸場〔特別編〕）
- 和牛（2014年7月5日、兵庫・佐用 関西で世界一の星空見に行こ!）
- かまいたち（2014年7月12日、京都・祇園祭を楽しむ）
- スマイル（2014年7月19日、兵庫・岡本）
- かまいたち（2014年7月26日、和歌山・白浜）
- スマイル（2014年8月2日、京都・久美浜）
- かまいたち（2014年8月9日、兵庫・夏の城崎温泉）
- スマイル（2014年8月16日、京都・美山町）
- スマイル（2014年8月30日、大阪・箕面）
- かまいたち（2014年9月6日、京都・嵐山）
- スマイル（2014年9月13日、和歌山・北山村）
- かまいたち（2014年9月20日、大阪・能勢町）
- アキナ（2014年9月27日・10月4日、ダイヤモンド・プリンセス）
- スマイル（2014年10月11日、大阪・池田市）
- かまいたち（2014年10月18日、京都・京丹波町）
- スマイル（2014年10月25日、和歌山・有田市）
- かまいたち（2014年11月1日、徳島・鳴門）
- スマイル（2014年11月8日、奈良・桜井市）
- かまいたち（2014年11月15日、滋賀・紅葉の比叡山）
- 和牛（2014年11月22日、兵庫・北条鉄道途中下車の旅）
- かまいたち（2014年11月29日、兵庫・浜坂）
- かまいたち（2014年12月6日、兵庫・丹波市）
- かまいたち（2014年12月13日、兵庫・神戸ルミナリエ）
- アキナ（2014年12月20日、滋賀・長浜市）
- かまいたち（2014年12月27日、大阪・住吉大社）

- かまいたち（2015年1月10日、大阪・今宮戎神社）
- かまいたち（2015年1月17日、兵庫・香美町 ハチ北高原）
- アキナ（2015年1月24日、和歌山・湯の峰温泉・川湯温泉）
- スマイル（2015年1月31日、大阪・谷町四丁目でカレー店巡り）
- かまいたち（2015年2月7日、滋賀・浜大津 おでん電車）
- スマイル（2015年2月14日、兵庫・たつの市室津）
- かまいたち（2015年2月21日、兵庫・南あわじ市福良）
- スマイル（2015年2月28日、兵庫・元町中華街）
- かまいたち（2015年3月7日、大阪市中央卸売市場）
- かまいたち（2015年3月14日、和歌山・貴志 いちご電車）
- アキナ（2015年3月21日、兵庫・垂水）
- スマイル（2015年3月28日、大阪・本町でカレー店巡り）
- かまいたち（2015年4月4日、兵庫・夙川）
- アキナ（2015年4月11日、京都・今からでも間に合う桜見に行こ）
- かまいたち（2015年4月18日、京都・長岡京市）
- スマイル（2015年4月25日、大阪・関西空港）
- かまいたち（2015年5月2日、京都・和束町）
- アキナ（2015年5月9日、和歌山・串本町）
- かまいたち（2015年5月16日、兵庫・神戸市長田区）
- スマイル（2015年5月23日、大阪・天満でカレー店巡り）
- かまいたち（2015年5月30日、兵庫・JR神戸駅）
- アキナ（2015年6月6日、兵庫・姫路市）
- かまいたち（2015年6月13日、大阪・高槻市）
- スマイル（2015年6月20日、大阪・中津）
- かまいたち（2015年6月27日、兵庫・尼崎）
- アキナ（2015年7月4日、滋賀・日頃の疲れを癒す沖島）
- かまいたち（2015年7月11日、兵庫・洲本市）
- スマイル（2015年7月18日、大阪・新町）
- かまいたち（2015年7月25日、兵庫・宍粟市）
- アキナ（2015年8月1日、奈良・ならまちかき氷激戦区）
- かまいたち（2015年8月8日、京都・京丹後市間人）
- スマイル（2015年8月15日、和歌山・高野山）
- かまいたち（2015年9月5日、京都・美山町）
- スマイル（2015年9月12日、大阪・大正区）
- かまいたち（2015年9月19日、兵庫・香住）
- アキナ（2015年9月26日、京都・一乗寺）
- かまいたち（2015年10月3日、奈良・明日香村）
- スマイル（2015年10月10日、兵庫・丹波市）
- かまいたち（2015年10月17日、大阪・水間水道）
- アキナ（2015年10月24日、奈良・大台ケ原）
- かまいたち（2015年10月31日、奈良・曽爾高原）
- スマイル（2015年11月7日、和歌山・古座川）
- かまいたち（2015年11月14日、滋賀・瀬田川）
- アキナ（2015年11月21日、外国人観光客が集まる京都）
- かまいたち（2015年11月28日、和歌山・由良町・日高町）
- スマイル（2015年12月5日、京都・久美浜）
- かまいたち（2015年12月12日、兵庫・明石）
- アキナ（2015年12月19日、奈良・五條市）
- かまいたち（2015年12月26日、三重・伊勢志摩でおめでたい物探し）

- かまいたち（2016年1月9日、和歌山・御坊市 紀州鉄道）
- アキナ（2016年1月16日、和歌山・那智勝浦町）
- かまいたち（2016年1月23日、京都・網野町）
- アキナ（2016年1月30日、滋賀・余呉エリア）
- かまいたち（2016年2月6日、奈良・川上村）
- アキナ（2016年2月13日、滋賀・近江鉄道）
- かまいたち（2016年2月20日、兵庫・養父市）
- アキナ（2016年2月27日、和歌山・田辺市）
- かまいたち（2016年3月5日、和歌山・湯浅町）
- アキナ（2016年3月12日、瀬戸内・しまなみ海道）
- かまいたち（2016年3月19日、兵庫・淡路市）
- アキナ（2016年3月26日、兵庫・家島諸島）
- かまいたち（2016年4月2日、兵庫・春の浜坂）
- アキナ（2016年4月9日、奈良・宇陀市）
- かまいたち（2016年4月23日、京都・洛西 日本一のたけのこ）
- かまいたち（2016年4月30日、兵庫・神河町）
- アキナ（2016年5月7日、滋賀・高島市）
- かまいたち（2016年5月14日、和歌山・加太）
- アキナ（2016年5月21日、兵庫・摩耶）
- トミーズ雅・未知やすえ・かまいたち（2016年5月28日、番外編 東京ディズニーシー）
- アキナ（2016年6月4日、海上自衛隊 京都・舞鶴）
- かまいたち（2016年6月11日、住みたい田舎No.1の街 兵庫・朝来）
- アキナ（2016年6月18日、関西一のこってりラーメン）
- かまいたち（2016年6月25日、びっくり!大阪湾の秘密）
- かまいたち（2016年7月9日、山内移住計画第2弾 奈良・野迫川村）
- アキナ（2016年7月16日、リオ直前SP! 滋賀にあふれるブラジルパワー!）
- かまいたち（2016年7月23日、一攫千金!10万円稼ぐまで帰れません!）
- アキナ（2016年7月30日、関西一の激辛料理調査）
- かまいたち（2016年8月6日、山内移住計画第3弾 広島・大崎上島）
- かまいたち（2016年8月20日、青木ヶ原樹海の謎）
- アキナ（2016年8月27日、タクシーで巡る夏の京都）
- かまいたち（2016年9月3日、山内移住計画第4弾 京都・伊根町）
- アキナ（2016年9月10日、第2のオリンピック・ワールドゲームズ）
- かまいたち（2016年9月17日、スーパー高齢者）
- アキナ（2016年9月27日、関西 絶叫系No.1を徹底調査）
- かまいたち（2016年10月1日、秋も楽しめる兵庫・神鍋高原）
- アキナ（2016年10月8日、和歌山・日高山町）
- アキナ（2016年10月22日、関西のスッゴい偉人探し）
- かまいたち（2016年10月29日、山内移住計画第5弾 大阪唯一の村・千早赤阪村）
- アキナ（2016年11月5日、もうすぐ「119番の日」）
- かまいたち（2016年11月12日、自転車で琵琶湖を1周!ビワイチ）
- アキナ（2016年11月19日、関西偉人伝第2弾）
- かまいたち（2016年11月26日、移住計画第6弾 和歌山・田辺市）
- アキナ（2016年12月3日、和歌山・日高山町）
- かまいたち（2016年12月10日、売れ残ったええもんをメルカリで売ろう! 大阪・千林商店街編）
- アキナ（2016年12月17日、関西偉人伝第3弾）
- スマイル（2016年12月24日、せやねん!×韓国・釜山）

- かまいたち（2017年1月7日、売れ残ったええもんをメルカリで売ろう! 兵庫・尼崎中央商店街編）
- アキナ（2017年1月14日、関西偉人伝第4弾）
- アキナ（2017年1月28日、三重・菰野町で冬の絶景探し）
- かまいたち（2017年2月4日、売れ残ったええもんをメルカリで売ろう! 大阪・粉浜商店街編）
- アキナ（2017年2月11日、関西偉人伝第5弾）
- アキナ（2017年2月25日、Let's 滝行ジャパン!）
- かまいたち（2017年3月4日、売れ残ったええもんをメルカリで売ろう! 大阪・庄内本通商店街編）
- アキナ（2017年3月11日、関西偉人伝第6弾）
- アキナ（2017年4月8日、アキナのええもんみっつけた 鳥取編）
- アキナ（2017年4月22日、アキナのハッピー物々交換）
- かまいたち（2017年4月29日、売れ残ったええもんをメルカリで売ろう! 奈良・餅飯殿センター街編）
- アキナ（2017年5月6日、アキナのええもんみっつけた 兵庫・赤穂市編）
- アキナ（2017年5月20日、アキナのハッピー物々交換）
- アキナ（2017年6月3日、アキナのええもんみっつけた 滋賀・近江八幡編）
- アキナ（2017年6月17日、アキナのハッピー物々交換）
- かまいたち（2017年6月24日、若手芸人移住計画 第2弾 兵庫・豊岡市）
- アキナ（2017年7月1日、アキナのええもんみっつけた 大阪・羽曳野編）
- アキナ（2017年7月15日、アキナのハッピー物々交換）
- かまいたち（2017年7月22日、売れ残ったええもんをメルカリで売ろう! 大阪・駒川商店街編）
- アキナ（2017年7月29日、アキナのええもんみっつけた 酒井藍編）
- アキナ（2017年8月12日、アキナのハッピー物々交換）
- かまいたち（2017年8月19日、売れ残ったええもんをメルカリで売ろう! 兵庫・東山商店街編）
- アキナ（2017年8月26日、アキナのええもんみっつけた 女子高生プロデュース編）
- アキナ（2017年9月9日、アキナのハッピー物々交換）
- かまいたち（2017年9月16日、売れ残ったええもんをメルカリで売ろう! 京都・寺町専門店会商店街編）
- アキナ（2017年9月23日、アキナのハッピー物々交換）
- かまいたち（2017年9月30日、若手芸人移住計画 第2弾 なみか卒業編）
- アキナ（2017年10月7日、アキナのハッピー物々交換）
- かまいたち（2017年10月14日、売れ残ったええもんをメルカリで売ろう! 大阪・堺山之口商店街編）
- アキナ（2017年10月21日、地元のええもん いただき飯 淡路島編）
- かまいたち（2017年10月28日、売れ残ったええもんをメルカリで売ろう! 兵庫・三和本通商店街編）
- アキナ（2017年11月4日、アキナのハッピー物々交換）
- かまいたち（2017年11月11日、売れ残ったええもんをメルカリで売ろう! 滋賀・長浜大手門通り商店街編）
- アキナ（2017年11月18日、アキナのハッピー物々交換）
- かまいたち（2017年11月25日、売れ残ったええもんをメルカリで売ろう! 兵庫・神戸元町商店街編）
- かまいたち（2017年12月2日、せやねん!×東京ディズニーランド）
- かまいたち（2017年12月9日、売れ残ったええもんをメルカリで売ろう! 大阪・石切参道商店街編）
- アキナ（2017年12月16日、アキナのハッピー物々交換）
- かまいたち（2017年12月23日、売れ残ったええもんをメルカリで売ろう! 尼崎・立花商店街編）

関西偉人伝（2016年10月22日 - 2017年3月11日）
アキナが関西で知られざる偉人を発掘する。地名が書かれたカードと偉人の名前が書かれたカードをそれぞれのBOXに入れて1枚ずつ引いてどこで誰を探すのかを決める。
アキナのアメージング大学（カレッジ）（2018年4月28日 - 2018年6月23日）
施設が充実したイマドキの大学のスゴさや面白いイマドキの大学生をアキナが調査する。
アキナのええもんみっつけた（2017年4月8日 - 2017年8月26日）
アキナが土地や人物の良いところを3つ見つける。2017年8月26日放送の女子高生プロデュース編では、藤田ニコルにテレビ電話でコーディネートのアドバイスを受けた。
若手芸人移住計画（第1弾：2016年11月26日 - 2017年5月27日、第2弾：2017年6月24日 - 2017年9月30日）
若手芸人が田舎で生活しながら芸を磨き、町一番の人気者を目指す。
2016年11月26日放送の「ソラシラナンダ二府四県」の「移住計画第6弾 和歌山・田辺市編」で、芸の幅を広げるために移住を考えている後輩芸人のたわた（当時あまえんB）がロケに同行。紀州備長炭職人に弟子入りし、移住生活を始めている。2017年3月からは相方のkento fukayaも移住。5月20日にあまえんBの単独ライブを田辺市内で開催し、移住生活を卒業した。その模様は移住計画番外編「たわた日記」として随時放送された。
2017年6月24日放送からの第2弾では、ピン芸人の伊藤夏美香が兵庫県豊岡市竹野町で旅館スタッフとして働きながら、移住生活を始めた。2017年9月30日放送でお世話になった人々へのお礼として単独ネタトークライブを開催し、移住生活を卒業した。その模様は「なみか日記」として随時放送された。
心さわや香！大相撲オフィス場所（2018年10月6日 - 2018年11月24日）
さや香が会社を訪れ、社員同士日頃の不満を相撲でぶつけ合って絆を深めてもらう。11月17日・24日放送分ではなんばグランド花月を訪れ、さや香が磯部公彦（まるむし商店）、矢野勝也（矢野・兵動）、吉田裕（吉本新喜劇）、哲夫（笑い飯）と相撲をとった。
商店街応援!メルカリでええもんを売ろう!（2016年12月10日 - 2019年3月23日）
かまいたち→ミキが商店街で見つけた掘り出し物や売れ残っている良い物をフリーマーケットアプリ・メルカリに出品し、商店街の繁盛に貢献していく。「ソラシラナンダ二府四県」で放送されていた企画だったが、コーナーとして独立。2017年10月以降は月1回放送から月2回放送に増えた。
ミキが当番組を卒業した2019年3月23日には、ミキの卒業記念企画として放送。ミキが他のレギュラー陣との交渉の末に得られた豪華な商品をメルカリに出品したうえで、第2部の放送中までに落札が確定した商品の代金を、全額ミキへの祝儀に充てた。
からし蓮根のコングラッチュレンコン（2019年2月9日 - 2019年3月30日）
からし蓮根が街行く人の記念日を聞き込み、その人にぴったりのケーキを作ってお祝いする。
菜食生活!!土肥ベジ太ブル（2011年5月7日 - 2020年3月21日）
芸人の傍ら、八百屋を経営する土肥ポン太が街へ出て、若者たちの野菜離れを解消させるコーナー。若者たちの部屋で冷蔵庫をチェックした後、ポン太がおすすめの野菜を使った簡単な料理を作り、実際に食べてもらう。コーナー2回目からは、実食した若者たち（ただしポン太の独断で好みの女子大生）がポン太の作った料理を豆の数で判定（最大で3つ）する。
2012年2月25日放送では、山陽・九州新幹線直通運転1周年を記念し、初の出張として熊本県でロケを実施。天草市のデコポン農家を訪れ、地元の人々にポン太の作ったデコポン料理を食べてもらった。また2012年7月28日放送では鳥取県でロケを行い、倉吉駅前で日野郡日南町の高原トマト農家おすすめの食べ方であるトマトを丸かじりしてもらった（コーナー初の調理なし）。
2016年10月以降は、野菜が嫌いな子どもたちと一緒に農家を訪ねて野菜を好きになってもらう内容にリニューアルした。
ぴあからこのコーナーをまとめた「土肥ベジ太ブル 野菜の教科書」（ISBN 9784835626413）が2014年4月18日に発売されている。
ハッピーバースデー スゴ腕社長さん（2012年10月27日 - 2020年4月4日）
「ソラシラナンダ二府四県」で毎月1回放送されていた「○月生まれのスゴ腕社長がこんなにいるのシラナンダ!」（社長シリーズ）をコーナーとして独立。共に会社経営者でもある、たむらけんじと土肥ポン太がスゴ腕社長の会社を訪れ、誕生日をお祝いする。土肥がその会社の従業員と地元の洋菓子店・パティスリーにバースデーケーキの買い出しに行くのがお約束となっている。コーナー開始当初のVTRの冒頭では、たむら・土肥が訪問先の会社に合わせて着用した「正装」を『グータンヌーボ』（フジテレビ系、2012年3月終了）風に紹介していた。
さや香の強い気持ちで撮りたいいね!（2019年4月13日 -）
さや香が街行く人たちから素敵な写真を見せてもらい、気に入った写真があれば同じ写真を撮りに行く。VTR終了後に撮影した写真を番組公式インスタグラムに投稿し、CM終了までの時間内に寄せられた「いいね!」の数が前回放送分の「いいね!」の数を下回った場合は罰ゲーム（内容は毎回異なる）が課せられる。コーナー1回目ではスマイル・ウーイェイよしたかのインスタグラムで最も多かった「いいね!」の数を上回ったため、よしたかに罰ゲームのタイキックが課せられた。
お仕事提案!! たむナビNEXT（2020年8月22日 - 2021年2月6日）
将来に不安を抱える芸人にたむらがエージェントとして第2の就職先を探し、トミーズ健と若手芸人が新たな仕事に挑戦する。
祇園の磨キッス（2018年12月1日 - 2019年1月26日、2019年4月6日 - 2022年3月19日）
祇園が美意識の高さを活かし、磨きのプロに習いながら、あらゆる場所や物をキレイに磨き上げにいくコーナー。この他に特別編として、風水師の宙SORAが風水で芸人の財布を鑑定している。
ニッポンの1万歩旅（2021年10月16日 - 2023年4月1日）
ニッポンの社長が関西の知られざる魅力を再発掘すべく、ケツが身に着けた歩数計の歩数が10000歩に達するまで気ままに歩き続ける。若手芸人の挑戦枠として2021年7月24日と2021年9月18日の放送を経てレギュラーコーナーに昇格。
せやねん!ジャパネット
「どこいこ?」の後に放送されるジャパネットたかたの生放送テレビショッピングのコーナー。前田春香が担当し、スタジオは自社スタジオ(佐世保)で毎週1商品に紹介される。時間は約4分。なお、7時間30分SPの場合は午前、午後とも1商品(1回)ずつ、合計2商品(2回)に紹介される。午後のみ山中真が担当する。紹介の最後にスタジオから感想もある。
発見!眠ったままのご自慢 さや香のトロフィー見せて!（2022年3月26日 - 2023年5月20日）
さや香が街の人たちの家に眠るトロフィーや賞状など“ご自慢の証”を再発掘し、それにまつわるさまざまなエピソードを聞く。
さや香が体感 すごいぞ!お2位さん（2023年6月3日 - 2023年11月18日）
さや香がさまざまな大会で2位となった人から、それにまつわるさまざまなエピソードを聞く。
みんなをお助け ダブルピース（2022年10月1日 - 2024年3月16日）
ダブルヒガシが「東」が付く自治体に出向き、街の人たちのちょっとした悩みから手が行き届かない困りごとまで、若手ならではの体力を生かして手助けする。若手芸人の挑戦枠として2022年7月9日に「みんなをお助け ダブルヒガシ」のコーナー名での放送を経てレギュラーコーナーに昇格。
カベポスターのニッチなハンニッチ（2023年5月27日 - 2024年3月30日）
カベポスターがニッチなものや人を求めて、半日カメラを回し続け、様々なニッチなことに挑戦する。

## せやねん!と「M-1グランプリ」「THE MANZAI」
2001年から10年間開催されたM-1グランプリ（関西地方では朝日放送が決勝を生中継）では、開催期間中に当番組へレギュラーで出演していた吉本興業所属の漫才コンビのうち、以下のコンビがグランプリを獲得。獲得後に当番組を卒業した。
- 第1回（2001年）：中川家
- 第3回（2003年）：フットボールアワー
- 第5回（2005年）：ブラックマヨネーズ
- 第6回（2006年）：チュートリアル

一時中断を経て2015年（第11回）から再開された後も、アキナ（第12回・2016年、第16回・2020年）、かまいたち（第13回・2017年、第15回・2019年）、ミキ（第14回・2018年）、和牛（第11 - 第15回）、からし蓮根（第15回）、さや香（第18回・2022年、第19回・2023年）、カベポスター（第19回）が決勝に進出。和牛は、第12 - 14回で3年連続準優勝という好成績を残したほか、かまいたちは第15回、さや香も第18回で準優勝を果たしている。そのため、大阪を中心に活動する吉本興業所属の若手芸人にとっては、当番組にレギュラーで出演することが「東京進出への登竜門」と見られている。
さらに、2011年から2014年までコンテスト形式で放送されていたTHE MANZAI（関西地方では関西テレビで決勝を生中継）では、千鳥が第1回から3年連続決勝に進出。千鳥が当番組を卒業した後の第3回（2013年）では、開催時点で当番組レギュラーのウーマンラッシュアワーがグランプリを獲得した。また、最後のコンテストであった第4回（2014年）では、アキナが決勝に進出している。
なお、2019年10月12日の『せやねん!大還元まつり』では、「トミーズ雅が単身で上京したうえで、当番組のレギュラーから東京進出を果たした芸人（卒業メンバー）の仕事先や自宅を突然訪問する」というロケ企画を午後に放送した。雅はロケ中に、チュートリアル、千鳥、小杉竜一（ブラックマヨネーズ）、中川パラダイス（ウーマンラッシュアワー）、かまいたち、なかやまきんに君と再会。自身の誕生日を間近に控えた時期のロケでもあったことから、小杉となかやま以外の卒業メンバーが、雅へのサプライズイベントとして誕生会を開いた模様も収録された。
2020年4月18日からは、新型コロナウイルスへの感染拡大の影響でスタジオからの生放送の縮小・ロケの休止に伴う暫定措置として、卒業メンバーがレギュラーで出演していた時期の冠ロケ企画（詳細前述）の再放送を、午後パートで順次実施していた。その一方で、毎日放送の主催で同年9月16日に開かれた第8回歌ネタ王決定戦では、当番組レギュラーのさや香が優勝した。
2020年12月11日に放送された『せやねん!祝1000回 関西のみ〜んなに感謝せんかい!スペシャル〜卒業メンバー大集合〜』では、所得の無申告に関する問題で2019年10月末から芸能活動を自粛していた徳井義実（チュートリアル）が、相方の福田充徳、トミーズ、ミキと一緒にロケへ参加したほか、地上波のテレビ番組としては活動再開後初めて生放送で姿を見せた。また、M-1グランプリで審査員を務めるダウンタウンの松本人志（トミーズと同じくNSCの第1期生）から、1000回の放送を祝うメッセージビデオが寄せられた。なお、卒業メンバーは2021年以降も、特別番組や特別企画へ随時出演。
2001年から22年近くにわたってレギュラーで出演してきたたむらけんじが卒業した2023年5月からは、徳井が単独でレギュラーに復帰。その一方で、2023年のM-1グランプリで3位に食い込んださや香は、東京への進出に伴って2024年3月に卒業した。

## 出演者
- 第1部・第2部を通じて出演
  - トミーズ（トミーズ雅・トミーズ健）
    - 雅は2019年11月16日までスタジオへ出演した後に、「数十万人に1人が発症する」とされる（右頭部）動静脈瘻の手術（18日）を経て、当該週末（23日）の当番組で復帰[11]。2020年にも、3月17日に早期大腸ガンの手術を受けたが、当番組を2週休んだだけで4月4日放送分から出演を再開している[12]。
    - 健は、2007年2月から一時、当番組への出演を見合わせていた。他局で放送する予定だった特別番組（実際には放送されず）向けの中国ロケ中に地元の公安当局から厳重注意を受けたことが原因で、所属する吉本興業から謹慎処分を受けていたことによる。
    - 雅は、2021年8月25日の発熱をきっかけにPCR検査を受けたところ、陽性反応によって新型コロナウイルスへ感染していることが同日中に判明[13]。この結果を受けて、直近2回分（8月28日・9月4日）の放送を休演するとともに、PCR検査で陰性が確認されるまで療養に専念していた。健にはPCR検査で陰性が確認されたものの、保健所から「雅の濃厚接触者」に指定されたことから、大事を取って両日とも休演[14]。8月28日放送分には、「トミーズ雅さん（健さん）の留守を守って元気に頑張るぞ!スペシャル」というサブタイトルが付いた。なお、同日にはブラックマヨネーズ、9月4日には徳井とすっちー（吉本新喜劇座長）がトミーズの代役（「スペシャルゲスト」）として出演。トミーズについては、雅が2回のPCR検査で陰性が確認されたことを機に、9月11日放送分から2人揃ってスタジオ出演を再開している[15]。

  - アキナ（山名文和・秋山賢太）（2014年6月7日 - 2015年3月21日：「ソラシラナンダ二府四県」に不定期出演、2015年4月11日 - 2015年12月19日：月1回第2部のみ出演[16]、2016年1月16日 - 2018年3月24日：第2部のみ隔週出演、2018年4月13日 - 2019年3月23日：ミキと交替で第1部・第2部出演、2019年4月6日 - ：第1部・第2部出演）
    - 山名は2021年7月24日放送分のオープニングで、第1部・第2部のパネリストとしてレギュラーで出演していた宇都宮まき（吉本新喜劇座員）との結婚を発表[17]。宇都宮が同年10月30日放送分で当番組を卒業するまで、第1部・第2部を通じて共演を続けていた。なお、宇都宮の卒業後は、吉本興業所属の女性タレント・芸人が週替わりでパネリストを務めていた。
      - 山名はスケートボードの経験者であるが、2024年6月6日（木曜日）に「せやねん!スポーツ」向けのロケ（スケートボードの体験取材企画）へ臨んでいたところ、スケートボードで練習台から滑り降りる際に転倒。この転倒によって右の肩甲骨を骨折したため、病院で診察を受けたところ、「全治に4 - 6週間を要する」と診断された（詳細後述）。本人は入院までに至っておらず、2日後（8日）の生放送には、右腕を固定したうえでスタジオへ出演している[18]。

    - 秋山は2023年5月から、徳井義実（チュートリアル）との隔週交代で第2部のMCを担当している（詳細後述）。

  - 小嶋花梨（NMB48、2022年4月2日 - ）-　宇都宮の卒業に伴って週替わりで起用されたパネリストの1人で、2022年4月から隔週ペースでレギュラー出演。
  - 酒井藍（2022年4月9日 - ）-　同上
  - 徳井義実（チュートリアル）
    - 「チュートリアル」として、2008年8月まで第1部・第2部を通じて相方（福田充徳）と揃って出演。かつての共演者で、2023年4月29日までおよそ22年間レギュラーを務めてきたたむらけんじの後任として、翌週（5月6日）からレギュラー出演を14年9ヶ月振りに単独で再開した。再開後は、たむらが卒業するまで担っていた第2部のMCを、アキナ・秋山との隔週交代で務めている[10]。
    - 徳井は広島東洋カープ・福田は読売ジャイアンツ（巨人）のファンであることから、徳井がレギュラー出演を休止していた期間も、両チームのファン代表として「せやねん!スポーツ」に不定期で揃って出演。以下のように、出演映画のPRを兼ねて単独で登場することもあった。
      - 2008年11月22日放送分では、『天国はまだ遠く』のPRを目的に、「せやねん!スポーツ」まで出演。2012年9月1日放送分では、『莫逆家族-バクギャクファミーリア-』のPRを兼ねて、第1部・第2部を通じて登場していた[注釈 42]。
- 第1部のみ出演
  - 狩野恵輔（野球解説者・2018年9月8日 -、「せやねん!スポーツ」のみ出演）
  - かつみ♥さゆり（「メチャ売れ!!」または「気ままに探せ!不動産」から「どこいこ?」までの出演→「メチャ売れ!!」または「気ままに探せ!不動産」のみ出演） ※かつみはレギュラー出演者で唯一、第1回からの皆勤出演者である[注釈 43]。
  - 土谷美樹（スポーツニッポン文化芸能部芸能記者、2014年10月4日 - 、「今週の気になるお金!」のみ出演。新型コロナウイルス感染対策に伴い、2020年から2022年までの一時期スタジオには出演せず、芸能ニュースに関する取材の裏話やコメントを提供していたが、その後出演を再開した）
- 第2部のみ出演
  - スマイル（瀬戸洋祐・ウーイェイよしたか、2011年5月21日 - 2012年9月8日：月1回第2部のみ出演、2012年10月6日 - 2013年9月28日：ウーマンラッシュアワーと交替で第1部・第2部出演、2013年10月12日 -：第2部のみ隔週出演）
  - ダブルヒガシ（大東翔生・東良介、2022年10月1日 - ：第2部のみ出演）
  - カベポスター（永見大吾・浜田順平：2023年5月27日 - ：月1回第2部のみ出演）
  - ドーナツ・ピーナツ（ドーナツ・ピーナツ：2024年4月10日 - ：月に1回第2部のみ出演）
- 毎日放送アナウンサー（ナレーションへの専任者は後述）
  - 井上雅雄（「せやねん!スポーツ」進行・ナレーション、「どこいこ?」ナレーション、2016年4月2日 -、第1部のみ出演）
  - 山中真（「今週の気になるお金!」進行兼リポーター、2019年4月6日 - ）
    - レギュラーへ起用される前にも、前任の大吉洋平が休演した場合に「今週の気になるお金!」のリポーター・ナレーション、スポーツアナウンサーでもある井上がスポーツ中継との兼ね合いでスタジオへ出演できない場合に「せやねん!スポーツ」進行・ナレーションを不定期で担当していた。レギュラーへ起用後も、井上の不在時には「せやねん!スポーツ」担当を兼務。
    - 2021年4月に「今週の気になるお金!」の進行を松井愛から引き継いだが、トミーズが前述の事情で休演していた同年9月4日放送分には出演せず、松井が急遽代役を務めた。トミーズ雅以外の関係者が発熱したことに伴う措置で、自身にはPCR検査で陰性が確認されていたが、トミーズ健と同様にスタジオへの出演を見合わせている。
    - 他番組の取材企画で2022年6月末から海外へ赴いていたため、同年7月2日放送分では大吉が山中の代役を務めていた。当初は翌週（同月9日）からの出演再開を予定していたが、日本への帰国に際して受診したPCR検査で陽性反応が示されたため、同日の第1部では井上が山中の役割を兼務。

  - 山崎香佳（「どこいこ?」進行、2024年4月2日 - ）
    - レギュラー出演を始める前にも、前任者（先輩アナウンサーの前田春香）の長期休養（後述）を受けて、休養中の2023年5月13日から8月25日まで「どこいこ?」を進行していた。
- ナレーション
  - 藤林温子（毎日放送アナウンサー、第1部「メチャ売れ!!」「気ままに探せ!不動産」ナレーション）
    - 2019年4月6日から2022年3月26日まで、「あっこいこ!」の進行役と第2部のパネリストを兼務。レギュラー起用の前月（2019年3月）にも、16日放送分の「せやねん!スポーツ」に出演したほか、30日放送分でもスマイルと共にグランフロント大阪からの生中継リポートを担当した。
    - 当番組でからし蓮根とのロケ企画に同行したことをきっかけに、伊織との結婚を2020年9月12日放送分で揃って発表[20]。2022年に入ってからは体調が優れず、当番組の卒業を機に毎日放送をおよそ3ヶ月にわたって休職していたほか、休職期間中の5月に伊織と離婚した[21]。
    - 2022年7月から、毎日放送アナウンサーとしての活動を再開。同局の正社員定年（60歳）後も「シニアスタッフ」（嘱託扱いのアナウンサー）として「メチャ売れ!!」「気ままに探せ!不動産」のナレーターを務めてきた柏木宏之が2023年2月で嘱託契約期間（5年間）を満了したことを機に、柏木からの推薦で当番組へのレギュラー出演をナレーター専任で再開した。

  - 関岡香（毎日放送アナウンサー、第2部ナレーション）
    - 2023年10月からは、前枠番組『サタデープラス』（毎日放送本社からの全国ネット向け生放送番組）のナレーターを兼務。柏木に続いて「シニアスタッフ」へ移行してからも、両番組のナレーションを引き続き任されている。

  - 山本拓平（「どこいこ?→あっこいこ!」ナレーション、2018年4月 -、井上の休演時に担当）

### 過去の出演者
◎：「現在」（2024年6月）の時点で毎日放送の現職アナウンサー

○：出演期間中は毎日放送のアナウンサー

☆：M-1グランプリの優勝を機に活動拠点を東京へ移したことに伴って卒業
- 中川家（中川剛・中川礼二）☆
  - 卒業後も、2011年2月12日放送分の「どこいこ?」に出演。
- 奥山佳恵
  - 開始当初に中川家と揃ってレギュラーで出演していたが、第1子の懐妊を機に降板。毎日放送制作の生放送番組では、『ちちんぷいぷい』にも一時、準レギュラー扱いでスタジオに登場していた。
- フットボールアワー（岩尾望・後藤輝基）☆
  - 卒業後も、コントライブの宣伝を目的に、2008年6月7日放送分で第2部にのみゲスト出演。
- ブラックマヨネーズ（小杉竜一・吉田敬）☆
  - 卒業後もスペシャル番組へ随時出演。トミーズが前述した事情で2人とも休演した2021年8月28日放送分では、トミーズの代役を兼ねて、「スペシャルゲスト」としてスタジオへ久々に登場した[14]。
- 松川浩子◎（2001年4月14日 -  2007年12月29日）
  - 産前産後休暇を機に降板。職場復帰後は他番組へ出演しているが、2010年3月5日放送分の「今週の気になるお金!」で、H&M（当日大阪市中央区に開業した大阪店）からの中継リポーターとして登場したほか、2018年10月20日放送分の「どこいこ?」では1日限定（当時出演していた玉巻映美◎の代役）でプレゼンターへ復帰していた。
- なかやまきんに君
  - アメリカへの「筋肉留学」のため2006年9月30日放送で一時降板。2007年9月8日放送に帰国後初となる番組出演を経て、2007年9月29日放送の「ピンときたら激写メール!」で復帰するが、筋肉再留学のため2008年1月19日放送で再降板。
  - 2008年10月の一時帰国後は、第2部に数回出演しているほか、2009年6月20日放送分の「ピンときたら激写メール!リターンズ」にも登場。「筋肉留学」の終了を機に、東京に活動拠点を移したことから正式に卒業した。
- 松本若菜（2007年11月 - 2008年1月・第1部のみ、2008年2月9日放送より第2部も出演）
  - 出演期間中は「準レギュラー」の扱いを受けていたが、2009年8月1日放送分への出演を最後に登場せず、本業（女優としての活動）へ事実上専念している。
- 福田充徳（チュートリアル）
  - M-1グランプリでの優勝を経て、東京に活動拠点を移してからも出演していたが、2008年8月30日放送分で卒業。2021年4月からは、『よんチャンTV』木曜日のスタジオパネラーとして、毎日放送の関西ローカル番組へのレギュラー出演を再開している。同番組には2023年3月までは相方の徳井と揃って毎週登場していたが、翌4月以降は徳井との隔週交代で出演。
  - 実際には卒業後も、2011年7月16日放送分に第1部・第2部を通じて単独で出演。徳井は2023年5月から単独でレギュラーに復帰したが、自身の復帰までには至っていない。
- 八木裕（出演期間中は毎日放送の野球解説者、2005年4月2日 - 2009年1月24日）
  - 現役選手時代に所属していた阪神タイガースに二軍打撃コーチとして復帰することに伴って卒業したが、コーチへの在任中も、オフシーズン（2009年11月28日・2010年1月30日・2012年12月5日放送分）にゲストとしてスタジオへ出演していた。2016年に毎日放送の野球解説者へ復帰してからは登場せず、2023年から北海道日本ハムファイターズの一軍打撃コーチに就任。
- 大八木友之○（現在は毎日放送報道情報局の解説委員として東京支社に駐在、「特撰千鳥弁当・ちょっとちょ〜だい」ナレーション）
- 大月勇○（現在はMBSラジオのプロデュースセンター長兼プロデューサー、第2部の進行を主に担当。2010年7月3日まで出演）
- 谷藤リョーコ（オープニング・「今週の気になるお金!」「嗚呼!ニッポンの兄弟」ナレーション）
  - 番組開始の当初から長期にわたってナレーションを担当してきたが、『真夜中パンチィ』→『やかせて!ソーセージ』のナレーションを担当するため、2011年4月で降板[注釈 44]。
- 中根俊朗（スポーツニッポンスポーツ部部長→編集局次長、2009年2月7日 - 2011年6月25日）
  - 当初は「せやねん!スポーツ」のみ出演だったが、2009年10月からは「今週の気になるお金!」から「せやねん!スポーツ」まで、2010年10月以降はオープニングから出演。
  - スポーツニッポン東京本社への異動に伴って降板してからも、2011年12月24日・2012年10月20日・11月17日放送分に「せやねん!スポーツ」から「どこいこ?」まで、2013年1月5日放送分に「せやねん!スポーツ」からエンディングまでゲストとして出演していた[注釈 22]。
- 河本光正◎（「クイズできるか?できひんか?」ナレーション）
- テンダラー（白川悟実・浜本広晃）（2012年5月26日 - 9月15日、月1回第2部のみ出演）
- 千鳥（大悟・ノブ→ノブ小池→ノブ、2006年10月14日 - 2008年8月29日：第2部のみ出演、2008年9月6日 - 2012年3月31日：第1部・第2部出演[ただし2008年9月のみ、第1部は隔週出演]、2012年4月14日 - 2012年9月29日：第1部・第2部隔週出演、本格的に東京進出するため降板。その後、2013年11月16日・12月28日放送で第2部のみ出演）
  - ノブは2010年5月15日〜29日の放送を休んだ（後述）。
- 平田勝男（2011年7月2日[注釈 45] - 2012年10月13日、阪神タイガース二軍監督への復帰が決まったため卒業。ただし、二軍監督への就任後も、2012年12月1日放送に「せやねん!スポーツ」から「どこいこ?」までゲスト出演）
- ウーマンラッシュアワー（村本大輔・中川パラダイス、2012年1月14日・2012年3月3日：第2部のみ出演、2012年4月7日 - 2012年9月30日：第1部・第2部隔週出演、2012年10月13日 - 2013年9月21日：スマイルと交替で第1部・第2部出演、2013年10月19日 - 2014年4月12日：月1回第2部のみ出演、東京に活動拠点を移したため降板）
- 月亭八方（2012年3月24日までは隔週出演、2012年4月 - 2014年6月28日・月1回出演、2014年10月18日放送で『月亭八方落語誘笑会 パート4』告知のため、第2部のみ出演）[注釈 46]
- 森俊幸（スポーツニッポン文化芸能部芸能デスク、2011年7月2日 - 2014年9月27日、2013年3月ごろまではオープニングから「今週の気になるお金!」まで、2013年4月ごろから「今週の気になるお金!」のみ出演。東京本社に異動のため降板）
- 和牛（水田信二・川西賢志郎、2014年7月5日 - 2014年11月22日、「ソラシラナンダ二府四県」に不定期出演）
- 今岡誠（出演期間中は毎日放送野球解説者、2013年1月12日[注釈 47] - 2014年12月27日、「せやねん!スポーツ」から「どこいこ?」までの出演）
  - 当番組からの卒業後は、阪神のコーチを経て、現役時代の終盤に在籍していた千葉ロッテマリーンズで二軍監督や一軍のヘッドコーチを歴任。ロッテ退団後の2022年に「今岡真訪」（阪神コーチ時代の2017年から使用している名義で読み方は本名の「今岡誠」と同じ）として野球解説者・野球評論家の活動を再開していたが、当番組には復帰しないまま、2023年から阪神の一軍打撃コーチを務めている。
- 玉木正之（スポーツライター、2015年1月10日 - 3月21日、オープニングから「せやねん!スポーツ」までの出演）
- 鈴木健太○（現在は毎日放送東京支社のコンテンツビジネス部員、2011年5月 - 2015年3月28日、「今週の気になるお金!」ナレーション、鈴木AN名義で「今週の気になるお金!」のリポーターも担当）
- 滝裕可里（2012年4月7日 - 降板時期不詳、「今週の気になるお金!」に瀬谷ねん子として不定期でVTR出演）
- 梅田淳（2014年3月29日 - 降板時期不詳、「今週の気になるお金!」にマネー調査員として不定期でVTR出演）
- 上泉雄一◎（2001年4月14日 - 2016年3月26日、「せやねん!スポーツ」の進行を主に担当）
  - 当番組の開始当初に「今週の気になるお金!」進行。しばらく番組から離れていたが[注釈 48]、2007年4月から復帰。前述の通り、2009年の途中から「今週の気になるお金!」のパネリストとしても参加した後に、2010年10月23日からオープニングから第1部のみ出演。卒業後も、2018年12月15日の「900回スペシャル」で、かつみ・さゆりと共に生中継リポーターとして登場した。
- 前田阿希子○（2007年9月・2008年1月 - 2016年3月26日、「せやねん!スポーツ」ナレーション、「どこいこ?」進行・ナレーション。第2部パネリスト〔2011年までは一部コーナーの進行担当〕[注釈 49]）
  - 毎日放送への入社前（立命館大学への在学中）に、アルバイトで当番組のアシスタントディレクターを経験。アナウンサーとしては、当初「お金ジャーナリスト」という肩書で出演していた。松川の産前産後休暇入りに伴って2008年1月から出演を再開していたが、ドバイへの移住を伴った結婚を機に2017年9月末で退社。
- かまいたち（濱家隆一・山内健司、2012年2月25日 - 2013年9月28日：第2部のみ隔週出演、2013年10月5日 - 2018年3月31日：第1部・第2部出演、本格的に東京進出するため降板）[注釈 50]
- 山岸久朗（弁護士、2009年頃から「準レギュラー候補」として不定期で出演）
  - スタジオへ出演しない週でも、「今週の気になるお金!」で法律関係の話題を扱う際に、専門家の立場からコメントを寄せている。2013年3月頃まではオープニングから「今週の気になるお金!」まで、2013年4月頃から2018年3月31日までは「今週の気になるお金!」のみ出演。卒業後も2018年4月21日・9月29日放送分に登場していた。
- 藪恵壹（毎日放送野球解説者・2015年3月28日 - 2019年、「せやねん!スポーツ」のみ出演）
- ミキ（亜生・昴生、2018年4月6日 - 2019年3月23日：アキナと交替で第1部・第2部とも出演していたが、活動の拠点を東京へ本格的に移すことに伴って降板）
  - 最後の出演日には、既に東京での生活を始めていた昴生が寝坊で第1部に遅刻したため、「放送中に五体投地スタイルで謝罪する」というハプニングがあった[22]。東京への本格進出後の2019年4月から、『王様のブランチ』にレギュラーで出演。
- 大吉洋平◎（2015年4月4日 - 2019年3月30日：第1部「今週の気になるお金!」リポーター・ナレーション、井上雅雄が休演する場合には、「せやねん!スポーツ」の進行も担当することもあった）
  - 2019年4月からMBSテレビ平日夕方の総合情報番組『ミント!』のMCに異動したが、同番組を代表して『せやねん!大還元まつり』内の企画「番組対抗！近畿二府四県ニクロク丼」へ参加したところ優勝した。
  - 『ミント!』が2021年3月で終了してからは、後継番組『よんチャンTV』のニュースキャスターを2022年9月までレギュラーで担当。同年10月から2023年3月までは不定期、2023年4月以降は水 - 金曜日の「フィールドキャスター」として取材リポートを任されている。その一方で、当番組の2022年7月2日放送分では、第1部を3年3ヶ月振りに進行（後任者の山中が同番組向けの海外取材へ赴いたことに伴う措置）。同年10月以降も、「今週の気になるお金!」向けのロケ（または生中継）リポートを随時担当している。
- 玉巻映美◎（「どこいこ?」進行・ナレーション→進行。第2部パネリスト、2016年4月2日[注釈 51] - 2019年3月30日）
  - 2019年4月から『ミント!』木・金曜日のニュースキャスターに異動したが、『せやねん!大還元まつり』には生中継で出演。『ミント!』の終了後は『よんチャンTV』で金曜日のスタジオ進行などを担当していたが、後任の藤林が2022年1月に「新型コロナウイルス感染者との濃厚接触者」とみなされたことを受けて、同年2月5日放送分で急遽代演した。卒業後の結婚と第一子の懐妊に伴って、2023年3月6日から産前産後休暇中。
- からし蓮根（杉本青空・伊織、2019年2月9日 - 3月30日：第2部のみ出演）
- 松井愛◎（2004年10月から2021年3月まで「今週の気になるお金!」を進行）
  - スタジオには第1部にのみ登場していたが、谷藤リョーコから「嗚呼!ニッポンの兄弟」のナレーターを引き継いでいたほか、鈴木健太→大吉洋平→山中真および井上雅雄が休演した場合には「今週の気になるお金!」「せやねん!スポーツ」のナレーションも兼務することもあった。
  - 2015年4月から平日のランチタイムにMBSラジオで『松井愛のすこ〜し愛して♥』のパーソナリティを始めてからは、当番組を含めて、日曜以外の曜日に生放送番組へレギュラーで登場していた。前述した事情から、2021年9月4日放送分で「今週の気になるお金!」を急遽担当。
- 未知やすえ（第1部・第2部パネリストで、番組開始当初から20年にわたってレギュラーで出演）
  - 2020年には、間質性肺炎を発症した影響で、4月4日放送分から6月27日放送分まで休演していた。肺炎の治療へ専念することを理由に、「未知やすえ感謝祭」と銘打たれた2021年4月10日放送分で卒業。
  - 『松井愛のすこ〜し愛して♥』では番組開始当初から松井のパートナーを務めていて、当番組の卒業後も、毎週火曜日に松井と共演している。
- 土肥ポン太 （2008年9月13日 - 9月27日・隔週で第1部から出演、2008年10月4日 - 2012年3月24日・第2部のみ出演、2012年4月7日 - 2020年3月21日・第2部のみ隔週出演。担当コーナー終了後も2021年3月頃まで不定期で出演していた）
- 宇都宮まき（2013年4月6日 - 2021年10月30日、第1部・第2部パネリスト）[注釈 52]
- 祇園（木﨑太郎・櫻井健一朗、2018年12月1日 - 2019年1月26日：第2部のみ出演、2019年4月6日 - 2022年3月19日：第2部のみ隔週出演）
- ニッポンの社長（辻・ケツ、2021年10月16日 - 2023年4月1日：第2部のみ月1回出演、東京進出のため降板）
  - レギュラー出演を始める前にも、2019年6月26日放送分の「はじめまして！ヨッ！ほぼニッポン1!?」と、同年7月24日・9月18日放送分の「ニッポンの1万歩旅」に単発で出演。
- 柏木宏之○（「メチャ売れ!!」「気ままに探せ!不動産」のナレーションを2023年2月の嘱託契約期間満了まで担当）
- たむらけんじ（2001年 - 2023年4月29日：企画によっては第1部に出演する時もあった）
  - 2022年1月29日には、たむらとアキナの山名に新型コロナウイルスへの感染が前日（28日）までに確認されたことを受けて、メッセンジャーあいはらが急遽代演した[23]。
  - 2021年12月4日放送回のVTRで、50歳を機に芸人としての活動から退くこと（芸人引退）を示唆。50歳の誕生日（2023年5月4日）に芸人を引退したうえで渡米することを正式に決めたため、同年4月29日放送回で卒業した後に渡米した。もっとも、日本へ一時帰国中の2023年12月2日には、7時間半スペシャルへ生出演。
- さや香（新山士彦・石井誠一、2018年10月6日 - 2018年11月24日：第2部のみ出演、2019年4月13日 - 2024年3月23日：第2部のみ隔週出演、東京進出のため降板）
- 前田春香◎（「どこいこ?」進行、2022年4月2日 - 2024年3月23日）
  - 発声の不調に伴う喉の治療へ専念する目的で、2023年5月9日（火曜日）から長期の休養に入っていた[24] ため、5月13日から8月25日までは、山崎香佳が暫定的に代演。本人は8月1日（火曜日）からアナウンス業務を徐々に再開していて、「どこいこ?」にも9月2日放送分から復帰[25]。

### キャラクター
- せやねんちゃん（黄色い鳥）
- ちゃうやろくん（黒い鳥）

## せやねん!ファミリー
300回目の放送となる2007年3月3日、 神戸コレクションの出演前にリア・ディゾンがスタジオに生出演。2月17日放送の「今週の気になるお金!」コーナーでリア・ディゾンを紹介した際、未知やすえが「私、中学生の時こんなんやったもん」と発言して波紋を呼んだことから、リア本人に未知の中学生時代の写真を見せたところ「綺麗だけど、ちょっと違う」と言われ、似てない事が決定づけられた。また出演者が関西弁や吉本芸人のギャグ（井上竜夫の「おじゃましまんにゃ〜わ」、末成由美の「インガスンガスン」、チャーリー浜の「ゴメンくさい」）をリアに教えたこともあり、この日を機に、リア・ディゾンは「せやねん!ファミリー」の一員とされている。しかしその後のブレイクで、もう番組に出演したことすらリア本人が憶えていないのではないかと出演者たちが危惧したため、あえて「せやねん!ファミリー」だとアピールするのを自粛し、そっと彼女の活躍を見守る立場に変わっていた（なお八嶋智人が生出演した際、NHKの番組でリアが「おじゃましまんにゃ〜わ」を使っていたとの情報が伝えられている）。だが2008年6月7日放送の「今週の気になるお金!」コーナーで『インディ・ジョーンズ/クリスタル・スカルの王国』のジャパンプレミアの模様を伝えた際、出席していたリアが番組のお金班スタッフを発見し、生出演時に憶えたギャグを披露したり、スタジオにいるトミーズ雅に「おぼえてますか?」と呼びかけるなど、改めて「せやねん!ファミリー」の一員であることが認識された。
また2007年9月22日放送の「今週の気になるお金!」コーナーで、多くの吉本芸人が憧れた元うなぎ屋店員の女優・松本若菜について触れたところ、10月13日放送で松本若菜がスタジオに生出演、「どこいこ?」までの第1部に出演した。翌週の放送にもハロウィンの仮装でサプライズ出演し、「せやねん!ファミリー」入りを果たしている。これ以降も準レギュラー出演者としてVTR出演やスタジオ生出演をしていた。
スポーツ選手では「せやねん!スポーツ」のゲストとして最多出演している中山雅史は「元祖せやねん!ファミリー」扱いとなっている。また、オリックス・バファローズに当時在籍していた大西宏明は「せやねん!専属広報部長」として選手紹介やキャンプリポートをしていた。横浜ベイスターズに移籍後も、インタビューなどでVTRではたびたび登場しており、「せやねん!専属広報部長」の後任として、同期入団の坂口智隆を自ら指名。2008年12月13日放送では、“新旧・広報部長”である大西・坂口両選手が揃ってスタジオ生出演した。
この他にも、国内外で活躍する芸能人・スポーツ選手が数多く「せやねん!ファミリー」として名を連ねている。特に、トミーズ雅が世界戦のたびにセコンドを務める長谷川穂積（元WBC世界バンタム級王者）については、試合翌日（または後日）「せやねん!スポーツ」以降のコーナーに招くことが恒例になっている。2010年3月27日の「せやねん!スポーツ」からは、「せやねん!ファミリー」に該当するスポーツ関係者の活躍（放送前日までのダイジェスト映像）とビデオメッセージを、「せやねん!ファミリー通信」として定期的に紹介するようになった。
2011年4月30日の放送では、ユニクロ心斎橋店開店（2010年9月）の際に当番組とのコラボレーション企画を実施した縁で、当番組のスタッフが同ブランドの運営会社・ファーストリテイリングの東京本社を取材した際のVTRを「今週の気になるお金!」の中で流した。この取材では、柳井正代表取締役会長兼社長からの申し出で、急遽独占インタビューが実現。柳井も、自身の希望で「せやねん!ファミリー」に加わることを公言した。
ただ最近は「今週の気になるお金!」コーナーで紹介した石油王（ロマン・アブラモヴィッチ）の奥方まで「せやねん!ファミリー」の範疇に入れてしまっているため、その線引きとして番組側と本人側の両方が認識した場合を「せやねん!ファミリー」としている。

### おもなせやねん!ファミリー
芸能人
- リア・ディゾン
- 松本若菜
- 八嶋智人
- 千葉真一
- 矢野浩二（2008年1月5日の放送で、オール中国ロケによる40分の特集を放送し、感動したトミーズからファミリー参加を求められた。その後同年3月29日と2011年10月15日にもファミリーとしてスタジオ生出演している）
- キアヌ・リーブス（番組内では「先生」と称される。キアヌ・リーブスが出演した映画のスタッフ全員に高級車をプレゼントした等のエピソードを聞いたトミーズ雅が命名。番組スタッフが来日中のキアヌとの接触に成功し、正式にせやねん!ファミリー入りとなった）
- ミック・ジャガー（番組内では「師匠」と称される。浮気と慰謝料支払いを繰り返している等のエピソードを聞いたトミーズ雅が命名。ただしミックと番組との接触はまだないため、厳密にはせやねん!ファミリーではない）
- 宅間孝行
- 大江裕
- 葉加瀬太郎
- 山本彩（元NMB48）
- 渡辺美優紀（元NMB48）
- 有村架純[注釈 53]
- 高城れに（ももいろクローバーZ）
- 有安杏果（元・ももいろクローバーZ）
- 山崎紘菜
- SEKAI NO OWARI
- Little Glee Monster
- 向井理
- 大谷亮平 -  大阪府吹田市の出身で、清風高等学校への在学中に「強豪」で知られるバレーボール部で活躍。3年時に大阪代表選抜チームの主将として国民体育大会バレーボール競技へ出場したほどの実績を背景に、2021年11月27日から、「大谷亮平の熱血届けます」（不定期で放送されるスポーツ関連の挑戦ロケ企画）をアキナと共に「せやねん!スポーツ」内で担当している[26]。
- 藤原丈一郎（なにわ男子） - 大阪近鉄バファローズ時代からのオリックス・バファローズファンである縁で、2019年2月23日放送分の「せやねん!スポーツ」から、オリックス担当の取材リポーターとして随時出演。

スポーツ関係者
- 藤川球児（阪神タイガーススペシャルアシスタント・野球解説者、選手時代の2011年11月26日に「せやねん!スポーツ」へスタジオゲストで出演した際に、阪神のセ・リーグ優勝を条件に、2012年のシーズン終了後に海外FA権を行使してメジャーリーグ球団へ移籍することを初めて表明した[注釈 54]。シカゴ・カブスなどへの移籍を経て、2016年から阪神へ復帰してからも随時登場。2021年6月26日放送分の「せやねん!スポーツ」で、現役引退後初めてのスタジオ出演を果たした）
- 松井稼頭央（埼玉西武ライオンズの監督で、選手時代から随時登場。コロラド・ロッキーズ選手時代の2007年には、アメリカの野球事情に関する取材企画の一環で、当時「せやねん!スポーツ」を担当していた上泉から単独でインタビューを受けた。2024年5月のセ・パ交流戦開幕から、西武の監督職を休養中）
- 山本昌（野球解説者、元・中日ドラゴンズ投手）
- 大西宏明（堺シュライクス監督、オリックス・バファローズの外野手時代に「せやねん!初代専属広報部長」を務めた。福岡ソフトバンクホークスへ在籍していた2011年に、12月24日放送の「せやねん!スポーツ」にスタジオゲスト出演した際、現役引退を初めて表明）
- 坂口智隆（野球解説者、オリックスへの在籍時に「せやねん!第2代専属広報部長」を務めた）
- 赤星憲広（野球解説者、元・阪神タイガース外野手、現役引退後のスタジオ出演が縁でファミリー入り）
- 狩野恵輔（野球解説者、元・阪神タイガース捕手および外野手、現役最終年の2017年には甲子園球場内の売店で販売される弁当を当番組と共同でプロデュース。引退後は野球解説者として藪と交互に「せやねん!スポーツ」へ出演）
- 稲葉篤紀（北海道日本ハムファイターズ二軍監督で元・野球日本代表監督、日本ハム選手時代の2012年に、同球団との春季キャンプを訪れたトミーズ雅との対談をきっかけにファミリー入り）
- 宮本恒靖（日本サッカー協会の会長で元・ガンバ大阪監督、現役選手時代からたびたび登場）
- 中山雅史（ジュビロ磐田コーチ、現役選手時代から年に1回のペースで登場）
- 遠藤保仁（ガンバ大阪コーチ、ガンバでの現役選手時代にたびたび出演）
- 香川真司（セレッソ大阪、海外のプロリーグへ移籍する前からたびたび出演）
- 森島寛晃（セレッソ大阪球団社長、同球団での現役選手時代からたびたび出演）
- 乾貴士（清水エスパルス、セレッソ大阪への在籍時からたびたび登場）
- 海堀あゆみ（元・サッカー女子日本代表選手、INAC神戸への在籍中から出演）
- 寺地拳四朗（WBC世界ライトフライ級王者）
- 山中慎介（元・WBC世界バンタム級王者）
- 亀田興毅（元・WBA世界バンタム級王者、元WBA世界ライトフライ級王者、元WBC世界フライ級王者）
- 亀田大毅（元・IBF世界スーパーフライ級王者、元WBA世界フライ級王者）
- 亀田和毅（元・WBO世界バンダム級王者）
- 井岡一翔（WBO世界スーパーフライ級王者、元WBA世界フライ級王者、元WBA世界ライトフライ級王者、元WBA・WBC世界ミニマム級統一王者）
- 宮崎亮（元・WBA世界ミニマム級王者）
- 粟生隆寛（元・WBC世界スーパーフェザー級王者、元WBC世界フェザー級王者）
- 西岡利晃（元・WBC世界スーパーバンタム級王者、番組に逆オファーしスタジオ生出演）
- 長谷川穂積（元・WBC世界フェザー級王者、元WBC世界バンタム級王者、元WBC世界スーパーバンタム級王者）
- 太田雄貴（元・日本フェンシング協会会長、フェンシング男子フルーレ個人種目で銀メダルを獲得した北京オリンピックの直前から取材）
- 荻野正二（安山OK金融グループ・ウッメンの監督で元・サントリーサンバーズ選手および監督）
- 廣田遥（元トランポリン選手）
- 四十住さくら（和歌山県岩出市出身のプロスケートボード選手、2020年東京オリンピックのスケートボード競技金メダリスト）

その他
- 柳井正（ファーストリテイリング代表取締役会長兼社長）
- モンキー・パンチ（漫画家）
- 高須克弥（高須クリニック院長）

## 全国ネット番組での紹介
当番組にレギュラーで出演している芸人が全国ネットのバラエティ番組『アメトーーク!』（テレビ朝日制作、関西地方では朝日放送テレビで時差ネット）へ出演する際に、系列の壁を越える格好で、当番組の生放送の模様を収めたVTRを流すことがある。
- たむらけんじが出演した2009年11月5日放送分では、「東京と大阪では違うたむけん」の一例として、12時台のコーナー「答えてそろえて3連チャン!」のVTR映像（放送日不明）のVTRを流した。
- 千鳥が出演した2012年2月22日放送分では、海堀あゆみ（女子サッカー日本代表ゴールキーパー、当時はINACレオネッサ神戸に所属）や「せやねん!ファミリー」の山本彩・渡辺美優紀（いずれも当時はNMB48のメンバー）がゲストで登場した同年1月28日の生放送へ密着取材。本番前や休憩中のVTRには、千鳥に加えて、トミーズ雅・たむらも顔を見せていた。

## 制作上の問題

### 他局報道の無断模倣
2013年12月7日放送分では、「今週の気になるお金!」のテーマの1つとして、「特殊詐欺・ダイヤモンド詐欺」を取り上げた。しかし、同コーナーで紹介した具体的な手口・実例・被害金額が、前々日の12月5日に読売テレビの『かんさい情報ネットten.』で放送されたばかりの独自取材特集「モクゲキ〜ダイヤモンド劇場型詐欺」の内容に酷似していたことが放送後に判明。読売テレビも、同月20日にその旨を毎日放送へ指摘した。
毎日放送では、上記の指摘を受けて社内調査を実施。番組スタッフが、読売テレビの公式サイトで配信されていた当該特集の動画から、同局に無断で取材リポートの内容をナレーションの原稿やモニターの字幕へ引用したことを確認。さらに、2013年12月26日付で「読売テレビや取材に協力された方に多大な迷惑をおかけしたことをお詫びします。放送人としてモラルを徹底させるとともに、チェック体制を見直したい」という謝罪コメントを広報部から発表する とともに、番組公式サイトに「当番組における他社放送番組の無断引用について」と題した謝罪文 を掲載。同年の最終放送（同月28日）では、オープニングで「今週の気になるお金!」進行役の松井愛が同様の謝罪文を読み上げてから、当初の予定に沿って各コーナーの年末特別企画を放送した。

### 洋上ロケにおけるスタッフの負傷事故と海上保安庁への虚偽報告
当番組では2024年2月27日（火曜日）に、「スーパー新鮮」向けのロケを和歌山県東牟婁郡串本町で実施。当初は、出演者とスタッフが遊漁船に乗り込んだうえで、船内の様子を洋上で撮影することも計画していた。この船は町内の港からいったん沖合へ出たものの、沖合の波がかなり高かったため、スタッフは洋上での撮影を中止することを決定。ところが、遊漁船は中止の決定を受けて港へ引き返そうとした矢先に、高波を受けて大きく揺れた。その影響で、船に乗っていた40代の撮影スタッフが腰を強打。帰港後に病院で診察を受けたところ、第2腰椎の圧迫骨折で全治に2か月を要することが判明した。
関係者からの通報を受けた海上保安庁は、上記の事象を「事故」と扱ったうえで、原因の究明に向けて捜査を開始。上記の遊漁船が定員が8人にもかかわらず、実際には船長を含めて9人が乗っていたことや、有効期間内の船舶検査証書を船長が所持していなかったことが捜査の過程で明らかになっている。
さらに、毎日放送は撮影スタッフの骨折を受けて、関係者を対象に社内調査を実施。その結果、遊漁船に乗っていた「スーパー新鮮」担当のディレクターが、海上保安庁からの事情聴取を受けた際に（船長を除く）「乗客」の人数を「7人」と偽って報告していたことが判明した。同局によれば、このディレクターは若手（20代）の男性社員で、「『定員オーバーの状態（で遊漁船が海上を航行していたこと）は違法（船舶検査の根拠法でもある船舶安全法に抵触する）』と思っていたが、『そのことが分かると（船上で撮影した映像を）放送できなくなる』と考えた末に、（海上保安庁には実際の『乗客』の総数より）1人少なく報告してしまった」と弁明していたという。
毎日放送では、社内調査の結果を踏まえて、海上保安庁への謝罪と修正報告を実施。そのうえで、一連の経緯を2024年3月6日（水曜日）にプレスリリースや自社制作の定時ニュース（『news23』内の関西ローカルパート）で公表した。当番組でも3月9日に、生放送（『ごぶごぶ』『痛快!明石家電視台』と連動した7時間半の特別企画「MBS大感謝祭　関西No.1決定戦!」の第1部）の冒頭で山中が視聴者に向けて経緯を説明。骨折したスタッフと関係者に謝罪したうえで、「視聴者の皆様の信頼を失わないように、今後の番組作りでは安全にいっそう配慮する」と述べている。

### ロケ中の転倒事故によるレギュラー出演者の骨折
当番組では2024年6月6日（木曜日）にも、「せやねん!スポーツ」向けの和歌山県内ロケ中に、参加者の負傷事故が発生。このロケでスケートボードの体験取材に臨んでいたアキナの山名が、スケートボードで練習台から滑り降りる際に転倒したことによって、右の肩甲骨を骨折した。さらに、ロケへ同行していたスタッフと共に県内の病院へ向かったところ、「骨折個所の全治に4 - 6週間を要する」との診断が出された。
山名はスケートボードの初心者ではなかったものの、「せやねん!スポーツ」向けのロケに際しては、スケートボードの競技経験者が同席。また、競技用のヘルメットや肘・膝用のプロテクターを山名に着用させるなど、スタッフが可能な限りの安全策を講じていた。それでも転倒事故が発生したため、毎日放送では、このロケの映像の放送を白紙に戻すことを決定。さらに、本人や関係者（アキナの相方に当たる秋山など）へ謝罪するとともに、「（ロケ中の事故）再発の防止になおいっそう努めるとともに、番組制作上の安全管理を徹底する」とのコメントを発表した。山名が右腕を固定したうえでロケ2日後（6月8日）の生放送へ出演した際にも、山中が「一日も早い（山名さんの）回復を、本当に願っております。視聴者の皆様にも、（山名の転倒事故で）大変な御心配をお掛けしました。番組としましても、いっそう安全に配慮しながら、今後もロケを進めて参ります」と述べている。

## セット
- 1代目 : 開始当初 - 2001年9月（ぷいぷいのセットを一部間借り）
- 2代目 : 2001年10月 - 2005年3月26日
- 3代目 : 2005年4月2日 - 2013年9月21日
- 4代目 : 2013年9月28日 - 2020年12月5日
- 5代目 : 2020年12月12日 -

## スタッフ
- 構成：田中克典、博多ヒト志（hitoshi）、桝野幸宏、京都市行、仲森広樹、米原昌宏、高井祥、稲見周平
- リサーチ：山本らん、飯野梨沙
- TP：永松良仁
- SW：西中聡、吉元伸和
- VE：森井一誠、姫野賢信、徳永善行、廣瀬公一
- カメラ：阪本雅樹、中園幸裕、三宅晴美、澁谷徳士、森一生、永野晴美、山本修身、辻野学、細川貴史、石黒英三、田中勝己、関照男、秋政菜名子、吉元伸和
- CA：大原貴志、加藤司、鈴木豪、鳥越良、小林千鶴、山本菜穂子、大桑一樹、中野里咲、平岡教之、西木恵美里、位田忠臣、溝渕莉加、半田佑馬、北山達哉
- MIX：古川靖久、村井さおり、中越真司、板東幸彦、田中徳朗、豊島淳、多田功、稲垣雄二
- AUD：今田智幸、木子幸剛、高田真義、長谷川優美、中家正智、山田良太、時岡範行、中越真司、稲垣雄二、海老里美、高田真義、多田功、湊剛一
- LD：疋田展久
- L：渋谷善之、大杉貴則、西藤麻里（ゾック西藤、マイ・ベン・ライ西藤）、亀井純一郎、山尾有香、渋谷善之、漁野系（ゴッドファーザー漁野）、中村茂行、土井正博、林輝、北田研二、東山雅至（東山Jrまさし、旧ザク雅至、コートート東山、東山雅死）、小東山マサオ、水本洋介（ギャン水本）
- SE：中村彰人、堀田和樹
- VD：種田裕之
- 【今週の気になるお金!】
  - EED：西村周也、戸村雅和、関渉、曽我将史、岡智文
- 【せやねん!スポーツ】
  - CAM：北野佳宏
  - 音声：佐藤由晃
  - EED：笠井拓郎、足立広輔、塩川剛、阪尾千栄子、土田しげお、川中順子、川邊祥子、橋本智子、藤田孝浩
  - テロップ：角亜衣、笠井拓郎、橋本智子、川邊祥子、足立広輔、阪尾千栄子、川中順子
  - MA：猪奥誠喜、今中順也
  - 効果：右見嘉英、小野慎也
  - MIX：稲山祐貴
  - SE：河合初欄、武田寛、稲山祐貴、小鑓雄也、今中順也、佐々木一樹
- 【メチャ売れ!!】
  - CAM：津田欣典、置塩勝也、武田和仁、吉岡英知、山田肇、福田禎之
  - 音声：園田清隆、田中貢、桑原未紀、馬渕亜希、木下和範、九野孝司、田口豊
  - CA：和田恵里香、市川喬章、西村由香、佐渡和美、鈴木政俊
  - EED：齋藤和宏、高澤直子、住吉広司、松岡亨、加田晃紀、片岡佳奈、小野悟嗣、伊藤花実、林仁美、波戸暢子
  - テロップ：伊藤花実
  - MA：岩田修一、中西祐之、新谷明比古
  - VE：篠原佑典、近彰彦、田中良作、馬渕亜希
- 【気ままに探せ!不動産】
  - CAM：吉岡英知、置塩勝也、津田欣典
  - 音声（AUD）：田中貢、榎本岳志
  - CA：和田英里香
  - EED：住吉広司、松岡亨、波戸暢子
  - MA：中西祐之
  - VE：齋藤将光
- 【どこいこ?】
  - CAM：吉岡英知、吉元伸和、関照男、森一生、澁谷徳士、細川貴史
  - VE：阪本雅樹
  - 音声：湊剛一、金子綾、今田智幸、海老里美、外島真由美、川中悟、北川浩康、田井良作、中家正智、多田功、前川智章、金丸毅、村井さおり、中越真司、原孝之
  - LD：中村茂行、亀井純一郎、林輝、原孝之、漁野系、中東直也、水本洋介、北田研二、疋田展久
  - EED：工藤雄貴、森美鈴、赤羽直樹、佐藤友彦、中野剣志、春日真弓、須田真梨子、田中麻友子、明石健二、井上ちひろ、原田真梨子
  - MA：外島真由美、宮路茂光、新田陽子、田中徳朗、村井さおり、海老里美
  - SE：中村彰人
- 【ソラシラナンダ二府四県】
  - CAM：津田欣典、北村一博、西川真、吉岡健一、福田禎之、岡田秀徳、横垣哲也、中村敦
  - AUD：安田すすむ、野口正弘、篠原佑典、角田康太、國方浩、野口正弘
  - VE：戸谷三紀
  - CA：服部篤、柴田功二
  - MA：河原夕子、黒澤秀一、新谷明比古
- 【菜食生活!!土肥ベジ太ブル】
  - CAM：西川真、後前郁夫、田中哲哉
  - 音声：西口健太
  - MA：久保秀夫
- 【ナニワの大人 スマイル化計画】
  - CAM：吉岡健一、杉村哲司
  - AUD：野口正弘、萬橋勉
  - CA：服部篤
  - MA：新谷明比古
- TK：前田典子
- 美術デザイン：水速賢、三原絵莉奈
- 美術進行：水口裕司、野崎次郎
- オープニングCG：紀野伸子、村田英樹
- イラスト：川崎あっこ、法山じん
- タイトル：佐之瀬学、小林裕明、神谷明子、山本浩司、西村太郎、佐々木好一、松浦次郎、柳原正子、大川博臣、井上崇
- 大道具：三原絵莉奈
- 装飾：加藤千佳
- 造園：森本健三
- メイク：片岡弓子、岩崎真美子、金田佳美、金野友美、佐々木のぞみ、中川絢菜
- スタイリスト：大亀美貴、浅井可菜、麻生由賀里、駒井麻美、小林佳代子、山下望、光山亜由美、瀬川麻里絵、呉貴美
- 美術協力：毎日舞台、高津商会、藤貴園芸、インターナショナルクリエイティブ、ステッププラン、新光企画、タイトルラボ、MONDE、Franc.、MASSE、Maple、MORE、TOCO
- 技術協力：放送映画製作所、アイゼン、アーチェリープロダクション、アスカプロダクション、サウンドエースプロダクション、テーク・ワン、MABU、スタジオB&M、IWAサウンド、リベンジ、ターザン、ハートビーツ、CAMIX、アークジャパン、ビデオユニテ、東通インフィニティー（2012年3月まで東通AVセンターと表記）、イングス、マウス、SpEED、ドットオフィス、EDGE、音選屋、戯音工房、毎日映画社、ハートビーツ、マイシャ
- 協力：吉本興業、スポーツニッポン新聞社、コルティア、フロッグ、ヴォックス（2008年6月末まではビーワイルド）、クリエイティブ・ジョーズ、エイティコーポレーション、MBS企画、ルーク、仕事場、春風舎、自由本舗、ゾフィープロダクツ、デラックスキッズ、ドゥエンタープライズ、フォレスト
- 生字幕担当:株式会社ワードワープ[38]
- 宣伝：冨田潤
- 編成：藤原大輔
- デスク：松井友規恵、長堀孝子
- ケータリング：山田由美子、菊川芳恵、熊谷由希子
- AD：中川恵莉、坂上諒、今岡俊策、中瀬孝治、三輪康博、福地直太、種田裕之、鍋島雅郎
- FD：浅野有加
- ディレクター：増田裕明、佐藤高平、坂上大介、黒川和樹、原田昌彦、潮田尚久、田中啓太郎、塩見直久、嘉納一貴、植田邦宏、北門康起、宮瀬永二郎、牧野直行（N.マッキーノ、まきのなおゆき、N-まっきーの）、深井雅弘、津野允、空口一城、近藤拓也、吉井大二郎、菱田忠、宮本亜希子
- チーフディレクター：赤澤友基
- プロデューサー：和田祐介
- チーフプロデューサー：加山郁芳（以前はプロデューサー）
- 映像提供：TBS、JNN各社（共にクレジット非表示）
- 製作著作：MBS[注釈 1]

### 過去のスタッフ
- 構成：藤田智信
- リサーチ：田中ミカン
- TP：白井隆行
- 【今週の気になるお金!】
  - 崎山純
- 【わからんことは八方に聞け!】
  - CAM：服部篤、久保秀夫
  - AUD：野口正博
  - MA：新谷明比古
- 【特選千鳥弁当・ちょっとちょ〜だい】
  - CAM：西川真、津田欣典
  - MA：河原夕子、
- 【ナニワ夫婦道→テンダラー】
  - CAM：吉岡健一、松宮周史
  - AUD：野口雅弘、塩津綾子
  - CA：服部篤
  - MA：松坂史高、久保秀夫
- 技術協力：関西東通（旧大阪東通→東通）、マグネット
- 制作協力：Jワークス、春風舎、クラッチ.、move
- 編成：川原秋呼、向功
- AD：山田陽輔、松戸みゆ、見林敏、深尾崇
- ディレクター：深井麗子、久野有加、冨田慎、渡邊恒史、藤島淳史
- 総合演出・プロデューサー：井口岳洋
- プロデューサー：横田一、岸本孝博、赤岩海（赤岩→以前はチーフディレクター）、長富剛（以前も担当）
- チーフプロデューサー：原田義之、長谷川昌男、村田元（村田→以前はプロデューサー）
- 制作：田渕伸一（以前はチーフプロデューサー）

## テーマ曲
- オープニングテーマ
  - スモーキー・ロビンソン&ザ・ミラクルズ「ティアーズ・オブ・ア・クラウン」（ - 2010年10月16日）
  - 番組オリジナル曲（2010年10月23日 -）
- エンディングテーマ
  - 番組オリジナル曲（ - 2012年1月7日）
  - トミーズ雅「せやねん!」（作詞・作曲：上田正樹、2012年1月14日 - 2013年5月25日）
  - 番組オリジナル曲（2013年6月1日 -）